# São José dos Campos
São José dos Campos é um município brasileiro no interior do estado de São Paulo. Está situado no Vale do Paraíba Paulista, a leste da capital do estado. É sede da Região Metropolitana do Vale do Paraíba e Litoral Norte e ocupa uma área de 1 099,409 km², da qual 353,9 km² estão em perímetro urbano. No censo de 2022, a população do município era de 697 428 habitantes, sendo o nono mais populoso de São Paulo e o 30.º de todo o país, além de ser o quinto mais populoso do Interior do Brasil. O município está integrado — junto com as regiões metropolitanas de São Paulo, Campinas, Sorocaba e Baixada Santista — ao Complexo Metropolitano Expandido, uma megalópole que ultrapassa os trinta milhões de habitantes (cerca de 75% da população paulista) e que é a primeira aglomeração urbana do tipo no hemisfério sul.
São José dos Campos foi elevado à categoria de vila em 1767. No decorrer do século XIX a agricultura desenvolveu-se no município, com destaque para o café, principalmente a partir da década de 1880. Porém na segunda metade do século XX a indústria ganhou força, sendo este o momento que a cidade descobre sua vocação para a área da tecnologia.
O município é a sede de importantes empresas, como: Panasonic, Johnson & Johnson, Ericsson, Philips, Ball Corporation, General Motors (GM), Petrobras, Monsanto, Embraer (sede), entre outras. Possui também relevantes centros de ensino e pesquisas, tais como: o DCTA, o INPE, o Cemaden, o IEAv, o IAE, o IFI, a UNESP, o ITA, a FATEC, a UNIVAP, a UNIP, a Anhanguera, o IP&D, a UNIFESP e o IFSP, sendo um importante tecnopolo de material bélico, metalúrgico e sede do maior complexo aeroespacial da América Latina. O Parque Tecnológico de São José dos Campos, o maior do tipo no país, sedia unidades de pesquisa de grandes empresas, sendo a única cidade do mundo com centros de pesquisas das três maiores fabricantes mundiais de aeronaves, a Embraer, a Boeing e a Airbus.
Além da importância econômica ainda é um importante centro cultural do Vale do Paraíba. A Reserva Ecológica Augusto Ruschi, o distrito de São Francisco Xavier e o Banhado configuram-se como grandes áreas de preservação ambiental, enquanto que o Parque Santos Dumont, o Parque da Cidade e o Parque Vicentina Aranha são relevantes pontos de visitação localizados na zona urbana, além dos projetos e eventos culturais realizados pela Fundação Cultural Cassiano Ricardo (FCCR), órgão responsável por projetar a vida cultural joseense.

## História

### Séculos XVII
Quando o rei Felipe II de Portugal assinou a lei de 10 de setembro de 1611 que reconhecia a liberdade dos índios (mas admitindo-lhes o cativeiro em caso de guerras ou de antropofagia) e que regulamentava os aldeamentos indígenas nos pontos que melhor conviessem aos interesses do Reino de Portugal, muitos indígenas do Planalto de Piratininga, onde se localizava a Vila de São Paulo de Piratininga, deslocaram-se para o interior da Capitania de São Vicente, para os sertões. Entre os onze antigos aldeamentos dos padres da Companhia de Jesus ao redor da Vila de São Paulo de Piratininga e por eles administrados, figurava, no vale do rio Paraíba do Sul, a leste da Vila de São Paulo, a Aldeia de São José, localizada próximo ao Rio Comprido, a dez quilômetros de onde hoje se situa o Centro da atual cidade de São José dos Campos. Os padres jesuítas, trazendo mais alguns silvícolas, conseguiram entrar em entendimentos com os índios guaianases e dar certa vida ao aldeamento, mas, devido às desvantagens da localização deste, resolveram buscar um ponto melhor. Em 1643, a Aldeia de São José foi transferida para onde é, hoje, a Praça do Padre João Guimarães, no Centro da cidade. De 1643 a 1660, os religiosos e vários povoadores obtiveram, para os índios, diversas léguas de terras em sesmarias concedidas em 1650 pelo capitão-mor da Capitania de São Vicente, Dionísio da Costa.
Essas terras situavam-se em uma planície onde hoje se acha o Centro de São José dos Campos. A aldeia de São José, a partir de 1653, passa a pertencer à Vila de Jacareí, criada naquele ano a partir do seu desmembramento da vila de Mogi das Cruzes e pertencente à Capitania de São Vicente. A Aldeia de São José estava, portanto, situada nos limites da Capitania de São Vicente com a Capitania de Itanhaém, a qual compreendia o restante do Vale do Paraíba paulista e seguia até Angra dos Reis, compreendendo, também, parte do litoral sul paulista. Sabe-se, ainda, que a organização urbana no plano teórico e prático da aldeia é obra atribuída ao padre jesuíta Manuel de Leão, cuja principal ocupação era a de ser administrador, estando em São Paulo de Piratininga desde o ano de 1663 e encontrando-se à frente das fazendas mais remotas. Entre estas, figurava-se o aldeamento em solo joseense. Toda a região do Vale do Paraíba sofreu um esvaziamento populacional com as descobertas do ouro nas Minas Gerais dos Goitacases a partir de 1692.

### Século XVIII
Em 1710, a Capitania de Itanhaém e a Capitania de São Vicente (que, a partir de 1720, passou a se chamar Capitania de São Paulo, com a transferência da capital para São Paulo de Piratininga), passaram a integrar a nova Capitania de São Paulo e Minas do Ouro. A Aldeia de São José passou a ser denominada Vila Nova de São José, quando se tornou vila em 1767. Em 1759, os jesuítas foram expulsos do reino de Portugal e das suas colônias pelo Marquês de Pombal; com isso, alguns brancos agregaram-se aos índios sob a direção de José de Araújo Coimbra, capitão-mor da Vila de Jacareí, e deram impulso à povoação. O governador-geral da recém-recriada Capitania de São Paulo (que havia sido extinta em 1748 e anexada à do Rio de Janeiro), dom Luís António de Sousa Botelho Mourão, o Morgado de Mateus, criou várias vilas para dar impulso à capitania. Havia décadas que não se criavam vilas ao sul do Rio de Janeiro. Assim, em 27 de julho de 1767, pelo ouvidor e corregedor Salvador Pereira da Silva, foi criada a nova vila com o nome de Vila Nova de São José, depois Vila de São José do Sul, e, mais tarde, Vila de São José do Paraíba. No mesmo dia 27 de julho, foram eleitos os três primeiros vereadores da nova vila, os quais eram índios, dando início à sua autonomia administrativa. Os primeiros oficiais da Câmara da nova vila foram: Juízes Ordinários: Fernando de Sousa Pousado e Gabriel Furtado; vereadores: Vicente de Carvalho, Veríssimo Correia e Luís Batista; Procurador: Domingos Cordeiro. A nova vila foi desmembrada do termo da Vila de Jacareí — sem ter sido antes freguesia. A freguesia só foi criada pela Ordem de 3 de novembro de 1768 e instalada em 1769.

### Século XIX

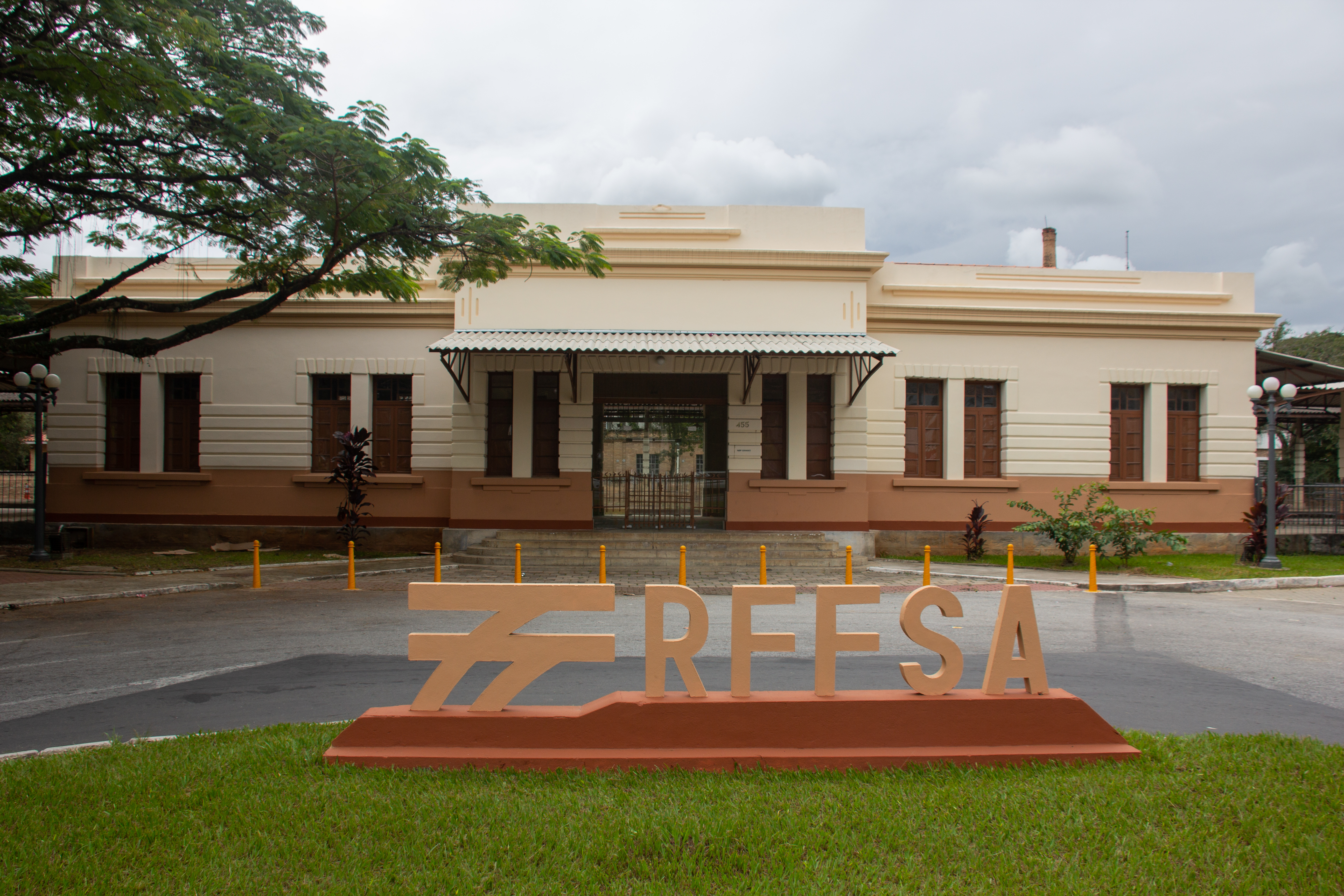
Vista da nova Estação Ferroviária. A original foi inaugurada em agosto de 1876, e, fechada em 1925, para dar lugar a essa, que foi construída, em 1925, e abandonada em 2006.

A principal dificuldade de São José, naquela época, era o fato de a "Estrada Real", que ligava São Paulo ao Rio de Janeiro, passar fora de seus domínios. O algodão teve uma rápida evolução na região quando São José dos Campos conseguiu algum destaque econômico, e, cuja produção atinge seu apogeu em 1864. Em 22 de abril de 1864, pela lei provincial nº 27, a Vila de São José foi elevada à categoria de cidade. A Lei provincial nº 47, de 4 de abril de 1871, mudou-lhe a denominação de "Vila de São José do Paraíba" para São José dos Campos. Pela Lei provincial n° 46, de 6 de abril de 1872, foi criada a Comarca  de São José dos Campos.
A partir de 1871, o município passou por duas fases distintas: o desenvolvimento agrícola — com forte preponderância da cultura do café — e a criação da estância climática, consequência natural de seus bons ares. Nesta época, há o desenvolvimento da cultura cafeeira no Vale do Paraíba Paulista  que começa a ter alguma expressão a partir de 1870, já contando, inclusive com a participação de São José. No entanto, foi no ano de 1886, já contando com o apoio de uma estrada de ferro ligando São Paulo ao Rio de Janeiro, a Estrada de Ferro D. Pedro II, que mais tarde foi chamada de Estrada de Ferro Central do Brasil, inaugurada em 1877, que a produção cafeeira joseense teve seu auge, mesmo num momento em que já acontecia a decadência dessa cultura na região, conseguindo ainda algum destaque até por volta de 1930. A antiga estação de trem ficava na confluência da Rua Euclides Miragaia com a Avenida João Guilhermino, sendo transferida, na década de 1920, para a sua localização atual.
Em 15 de dezembro de 1909, a cidade parou para receber e saudar, na antiga estação de trem, próximo da atual Avenida João Guilhermino com a Rua Euclides Miragaia, o candidato a presidente da república Rui Barbosa apoiado pelos paulistas, na campanha civilista. No livro Excursão Eleitoral pelo Estado de São Paulo, é dito que foi saudado pelo Dr. Francisco Rafael de Araújo e Silva e que a banda "Euterpe Santanense" executou o Hino Nacional, e, é assim, descrito, o entusiasmo do povo:
As 5:30 silvou na subida do Lavapés (próximo ao atual Paço Municipal) a máquina comboiando o (trem) especial que conduzia a São Paulo, o conselheiro Rui Barbosa. Um frêmito de contentamento e agradável emoção agitou a multidão que prorrompeu em vibrantes e entusiásticos vivas ao eminente brasileiro. Sua Excia. foi coberto de flores por um grande número de meninas trajadas de branco, postadas em alas na plataforma. Durante os cinco minutos de demora do especial na estação desta cidade, a aclamação ao candidato civilista não se interromperam por um instante sequer..até que o trem partiu conduzindo o ilustre itinerante saudados por vivas patrióticos levantados à sua personalidade emérita por milhares de vozes que se agitavam num burburinho indescritível de satisfação e contentamento vitoriando sempre e mais o peclaro compatrício.— do livro Excursão Eleitoral ao Estado de São Paulo

### Século XX
Na década de 1910, surge a primeira ponte sobre o rio Paraíba, uma ponte metálica de 80 metros de comprimento, ligando o centro da cidade e o Bairro de Santana à zona norte do município e a Minas Gerais. Esta ponte foi elogiada como moderna, em 1917, no "Primeiro Congresso Paulista de Estradas de Rodagem", que teve suas atas publicadas em livro homônimo. A inauguração da primeira rodovia que atravessava o Vale do Paraíba deu novo impulso econômico à região. A Estrada São Paulo-Rio, que ligou São Paulo a Bananal, em 1924, construída pelo presidente do estado de São Paulo Dr. Washington Luís, que, em 1928, já como presidente da república, concluiu a rodovia até a cidade do Rio de Janeiro. Essa estrada ainda existe, no trecho paulista, com diversas denominações como SP-62, SP-64, SP-66 e SP-68 e é conhecida como "Estrada Velha". Na sua mensagem ao Congresso do Estado de São Paulo, em 1922, o Dr. Washington Luís mostra como melhorou os transportes no Vale do Paraíba devido à sua prioridade "Governar é Abrir Estradas". As primeiras obras rodoviárias de seu governo, (1920-1924), foram no Vale do Paraíba:
Já começou também a estabelecer ligações terrestres do litoral norte com o Vale do Paraíba. Já fez o caminho, por cavaleiros, tropas e pedestres entre Ubatuba e São Luís do Paraitinga, de onde se vai a Taubaté, por automóveis em duas horas, sendo que na subida da serra, em 9 quilômetros, encontrou-o todo revestido de lageões, serviço de há mais de 50 anos cuja restauração foi fácil. Fez também a ligação de caminho idêntico entre São Sebastião e Caraguatatuba e vai atacar, nas mesmas condições, o que desta cidade vai a Paraibuna, cidade que já se comunica por automóveis em duas horas com São José dos Campos e Jacareí!— Washington Luís

Inauguração da Fábrica da General Motors em São José dos Campos (SP) pelo Presidente Juscelino Kubitschek, 1959. Arquivo Nacional.

Na década de 1920, surgem as primeiras unidades industriais: os Lacticínios Vigor, a Fábrica de Louças Santo Eugênio, a Cerâmica Paulo Becker, a Tecelagem Parahyba e a Cerâmica Weiss. A procura do município de São José dos Campos para o tratamento de tuberculose pulmonar iniciou-se deste século, devido às condições climáticas supostamente favoráveis. Entretanto, somente em 1935, quando o município foi transformado em Estância Climática e depois Estância Hidromineral, que São José passou a receber recursos oficiais que puderam ser aplicados na área sanatorial, por outro lado, São José passou a ter prefeitos nomeados, chamados de "prefeitos sanitaristas". Através de lei estadual de 1977, São José pode voltar a eleger seus prefeitos, sendo que a primeira eleição para prefeito, se deu, então, em 15 de novembro de 1978.
Foram sete os principais sanatórios: O Vicentina Aranha, pertencente à Santa Casa de São Paulo, inaugurado em 1924, pelo presidente de São Paulo Dr. Washington Luís, o Vila Samaritana, pertencente à comunidade evangélica, o Ezra, pertencente à comunidade judaica, o Maria Imaculada e o Sanatório Antoninho da Rocha Marmo, pertencentes à Igreja Católica, o Ruy Dória, criado e pertencente ao médico Dr. Ruy Rodrigues Dória, e o Sanatório Adhemar de Barros, criado pelo governador Dr. Adhemar Pereira de Barros e dirigido e mantido pela "Liga de Assistência Social". Existiu também na Rua Paraibuna, o Sanatório São José, do doutor Jorge Zarur. Os sanatórios foram assim, esforço coletivo de todas as comunhões religiosas, de particulares e estadistas idealistas. Além do Dr. Ruy Dória, se destacaram como médicos sanitaristas: Jorge Zarur, Orlando Campos, João Batista de Souza Soares, Ivan de Souza Lopes, Décio Lemes Campos, Amaury Louzada Velozo e Nelson Silveira D'Ávila. Muitos  doentes que não conseguiam vagas nos sanatórios, ficavam nas pensões, principalmente aquelas da Rua Vilaça, perto do sanatório do Dr. Ruy Dória.

#### Vocação tecnológica

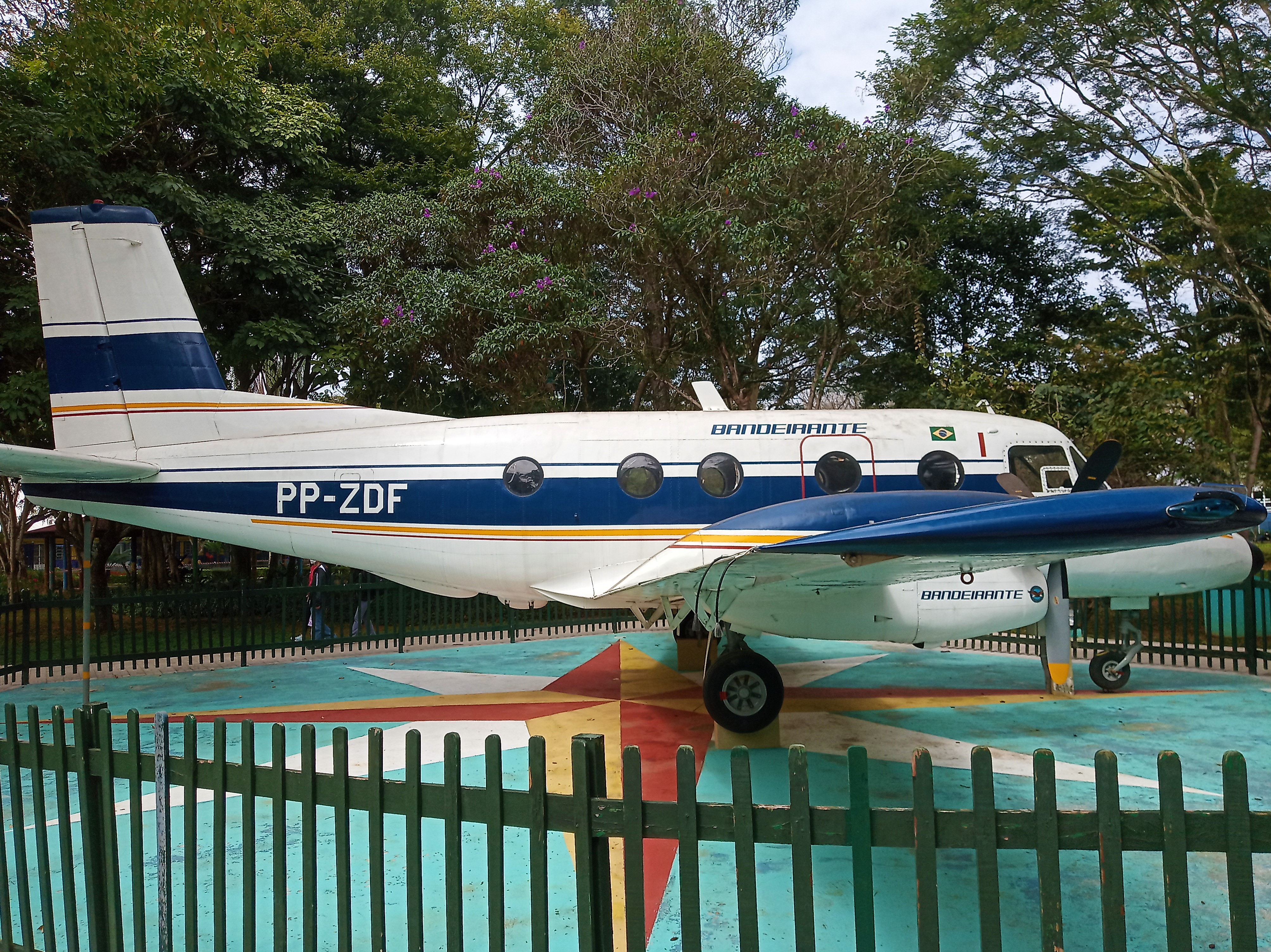
Protótipo n.º 3 do Embraer EMB-110 Bandeirante, marco do início da indústria aeronáutica em São José dos Campos, em exposição dentro do Parque Santos Dumont

O processo de industrialização do município toma impulso a partir da instalação do Instituto Tecnológico de Aeronáutica (ITA) e do Centro Técnico Aeroespacial (CTA), em 1950, e posteriormente do Instituto Nacional de Pesquisas Espaciais (INPE) e também com a inauguração da Rodovia Presidente Dutra em 1951, possibilitando assim uma ligação mais rápida entre Rio de Janeiro e São Paulo, pela primeira vez, em estrada asfaltada, e cortando a parte urbana de São José dos Campos. Nessa mesma época, doaram-se terrenos às margens da nova rodovia, onde se instalaram várias fábricas, iniciando-se a industrialização da cidade. Novo impulso foi dado com a duplicação da Rodovia Presidente Dutra, obra iniciada em 1964 e concluída em 1967.
Em 1969, a criação da Embraer, originada  em um setor de desenvolvimento de aeronaves  do CTA, chamado PAR, coloca a cidade em uma nova era de desenvolvimento tecnológico, gerando  muitos empregos e mão-de-obra especializada, sendo atualmente a maior empregadora da cidade, e fazendo que a cidade seja considerada a Capital do Avião. Fundamental para o desenvolvimento da Embraer foi a mão-de-obra especializada formada pelo ITA. Em 1977, a inauguração da Refinaria Henrique Lage (REVAP) trouxe mais empregos e tecnologia à cidade. Também, neste ano, a cidade recuperou sua autonomia administrativa, voltando a eleger seus prefeitos devido à Lei Estadual n° 1402/1977 pela qual o município deixou de ser estância hidromineral, as quais tinham seus prefeitos municipais nomeados pelo Governador do Estado.
Em 1994, é inaugurado um novo acesso da cidade de São Paulo à região de São José dos Campos, a rodovia Carvalho Pinto que é um prolongamento da Rodovia Ayrton Senna inaugurada em 1982. A conjunção desses fatores permitiu que o município caminhasse para o potencial científico-tecnológico em que se encontra.

### Século XXI
Em janeiro de 2012, foi criada, pela Lei Complementar nº 1.166, de 9 de janeiro de 2012, a "Região Metropolitana do Vale do Paraíba" e o Decreto n° 59.229 de 24 de maio de 2013 instituiu o "Fundo de Desenvolvimento da Região Metropolitana do Vale do Paraíba e Litoral Norte" - FUNDOVALE, o que deu novo impulso à região.
A população é formada por pessoas que vieram de várias partes do país, como Sul de Minas, cidades como Soledade de Minas, Caxambu, Itanhandu, Camanducaia, entre outras; e várias outras regiões, sendo também um polo de atração intra-regional dentro do Vale do Paraíba e do próprio estado de São Paulo, atraindo pessoas das cidades vizinhas e de outras regiões administrativas, como Campinas e a Grande São Paulo.
Atualmente, São José dos Campos é um centro de referência no Vale do Paraíba, Sul de Minas, Sul Fluminense e Litoral de São Paulo, sendo também referência de São Paulo e em todo país, na área de estudos, medicina, trabalho e serviços diversos. Em São José está instalado um parque tecnológico estadual, com empresas, instituições de ciência e tecnologia, e instituições de ensino e de pesquisa na área de tecnologia atuando nas áreas de aeronáutica, energia, saúde, recursos hídricos e saneamento, espacial, e ferroviária.

## Geografia

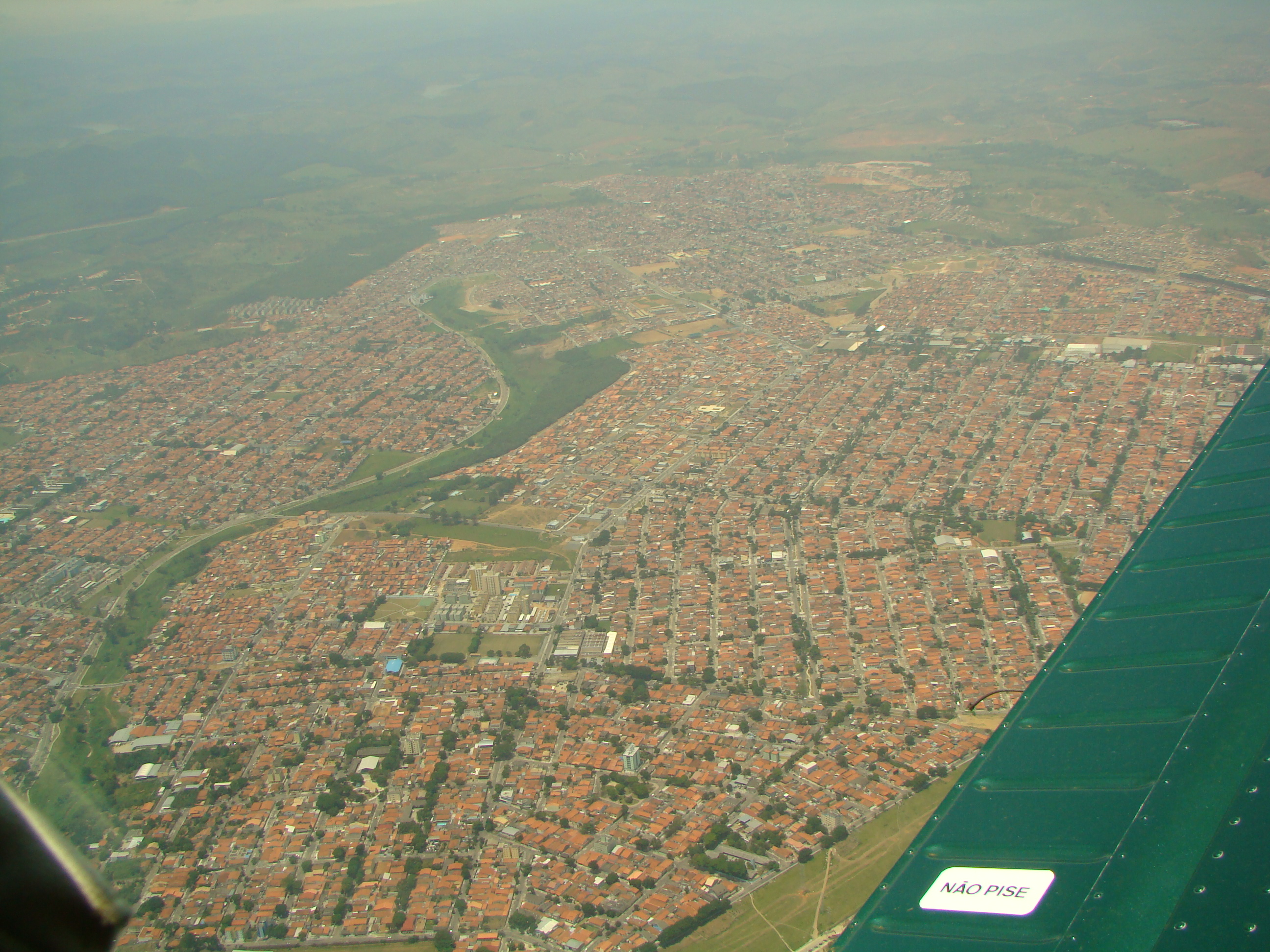
Vista aérea da Zona Sul de São José dos Campos.

A área do município, segundo dados da Prefeitura Municipal da cidade, é de 1099,409 km², sendo que 353,9 km² constituem a zona urbana e os 745,7 km² restantes constituem a zona rural. Situa-se a 23º10′44” de latitude sul e 45º53′13” de longitude oeste e está a uma distância de 94 quilômetros a nordeste da capital paulista. Limita-se com Camanducaia e Sapucaí-Mirim, no estado de Minas Gerais, a norte; Jacareí e Jambeiro, a sul; Monteiro Lobato e Caçapava, a leste; e Igaratá, Joanópolis e Piracaia, a oeste.

### Relevo

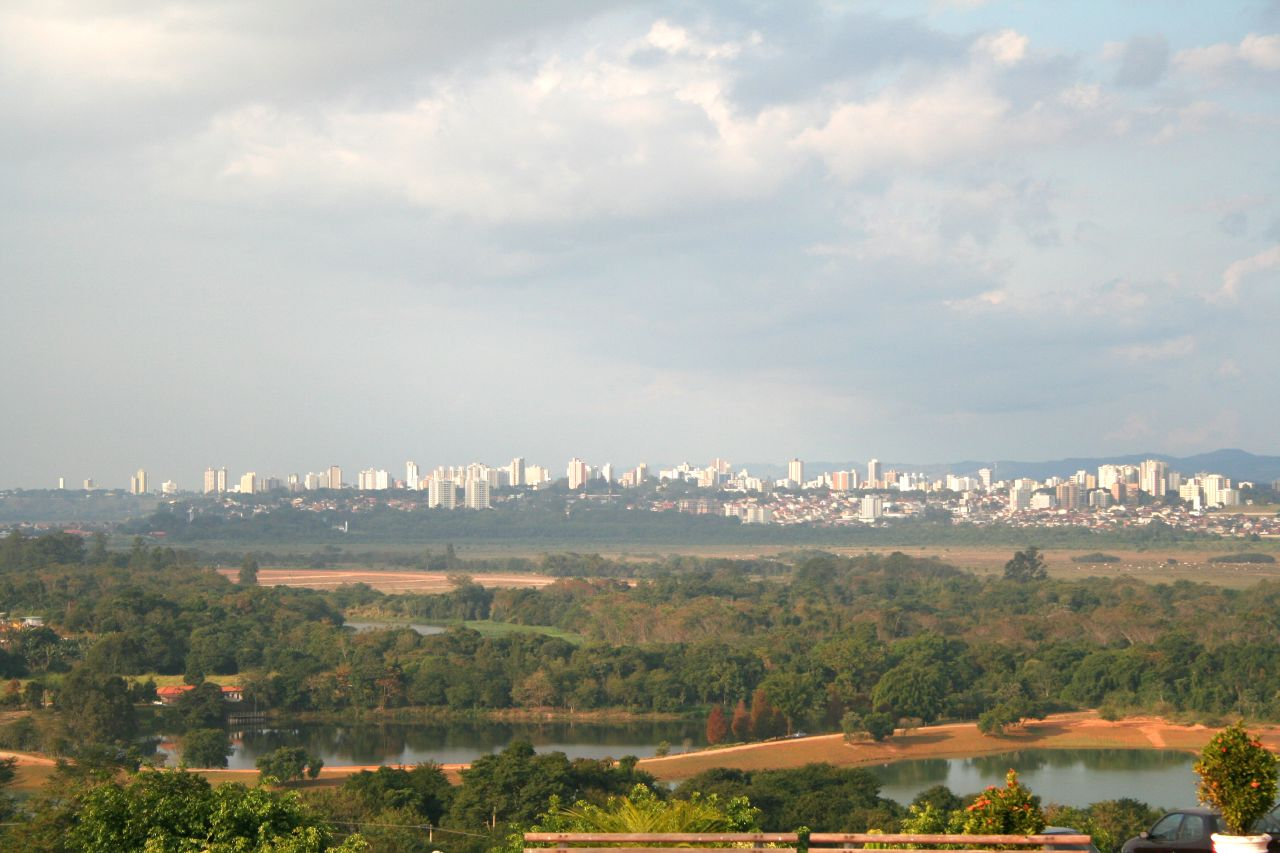
Vista parcial de São José dos Campos. O relevo nas proximidades da malha urbana é predominantemente ondulado.

No relevo de São José dos Campos apresenta-se predominância de áreas com colinas, que são mais acentuadas a norte, cujas alturas variam de 660 a 975 metros; os chamados mares de morros. Onde está a parte urbana da cidade essas colinas se transformam em terraços tabulares. As serras do Planalto Atlântico, cujas altitudes atingem 800 metros, assim como as regiões alpinas, são compostas por morros, serras e picos que têm altitudes que variam de 619 a 2.082 metros, sendo esta a altura máxima do Pico do Selado, localizado no distrito de São Francisco Xavier, figurando entre os 32 pontos mais altos do país. A altitude mínima é de 540 metros, atingida na planície aluvial do Rio Paraíba do Sul, na divisa com o município de Caçapava. A área do município situa-se no planalto atlântico e inclui-se em subdivisões naturais (denominadas zonas), determinadas por feições morfológicas distintas: Serra da Mantiqueira, Médio Vale do Paraíba, Serra do Jambeiro e Planalto de Paraitinga.
Em São José dos Campos ocorre uma grande diversidade de rochas. O predomínio é de rochas oriundas do embasamento cristalino, atribuídas aos grupos Paraíba e Açungui, nas partes norte e extremo sul do município. Sedimentos terciários do grupo Taubaté ocorrem ao centro-sul (zona do Médio Vale do Paraíba). Sedimentos aluvionares acumulados mais recentemente são significativos ao longo das margens dos rios Paraíba do Sul e Buquira e mais restritos às drenagens de outros menores.

### Hidrografia

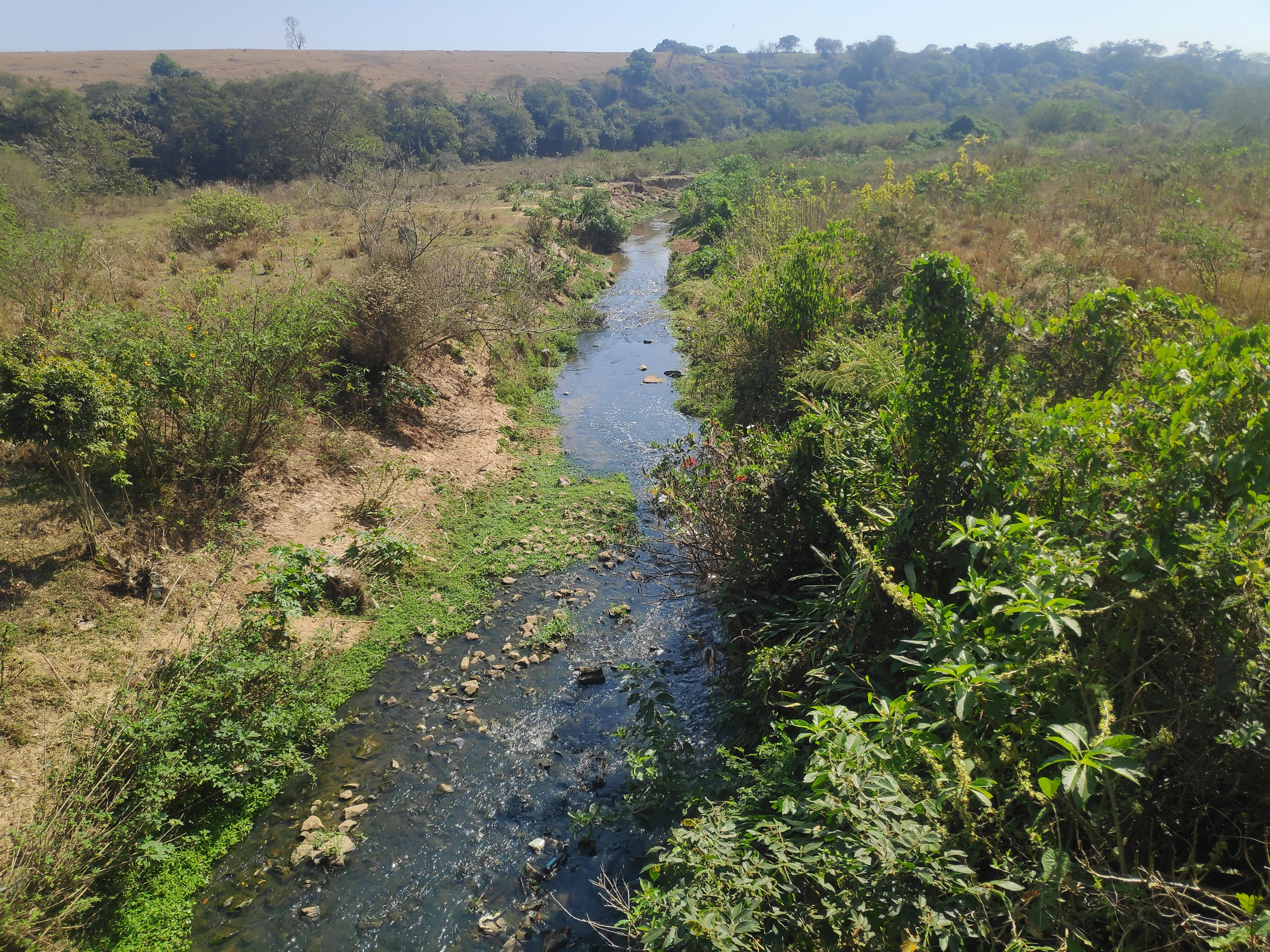
Rio Pararangaba na área rural do distrito de Eugênio de Melo

A bacia hidrográfica do Rio Paraíba do Sul, bacia que São José dos Campos e região estão localizadas, estende-se por uma área de 55400 km², abrangendo o nordeste do estado de São Paulo, sul de Minas Gerais e leste do Rio de Janeiro, sendo um dos principais do Brasil. Ele corta transversalmente o território do município, sendo que na margem esquerda há afluentes com maior volume de água (tais como o Rio Jaguari e o Rio Buquira), enquanto que à esquerda estão os afluentes que abastecem a zona urbana municipal (como os rios Comprido, Pararangaba e Alambari). No Rio Jaguari há ainda a Usina Hidrelétrica Jaguari, cujo reservatório tem 56 km² de extensão, tendo função de permitir a vazão do Rio Paraíba do Sul.
A maior parte do território do município de São José dos Campos está localizada sobre o sistema aquífero Taubaté, cujos poços fornecem águas bicarbonatadas de boa qualidade para o consumo humano. A existência de porções de argila compactada sob grandes pacotes de sedimentos arenosos propicia a existência de aquíferos suspensos ao longo da bacia sedimentar. Isso faz com que muitas vezes as plumas de contaminação advindas da superfície apresentem dispersão irregular.

### Meio ambiente

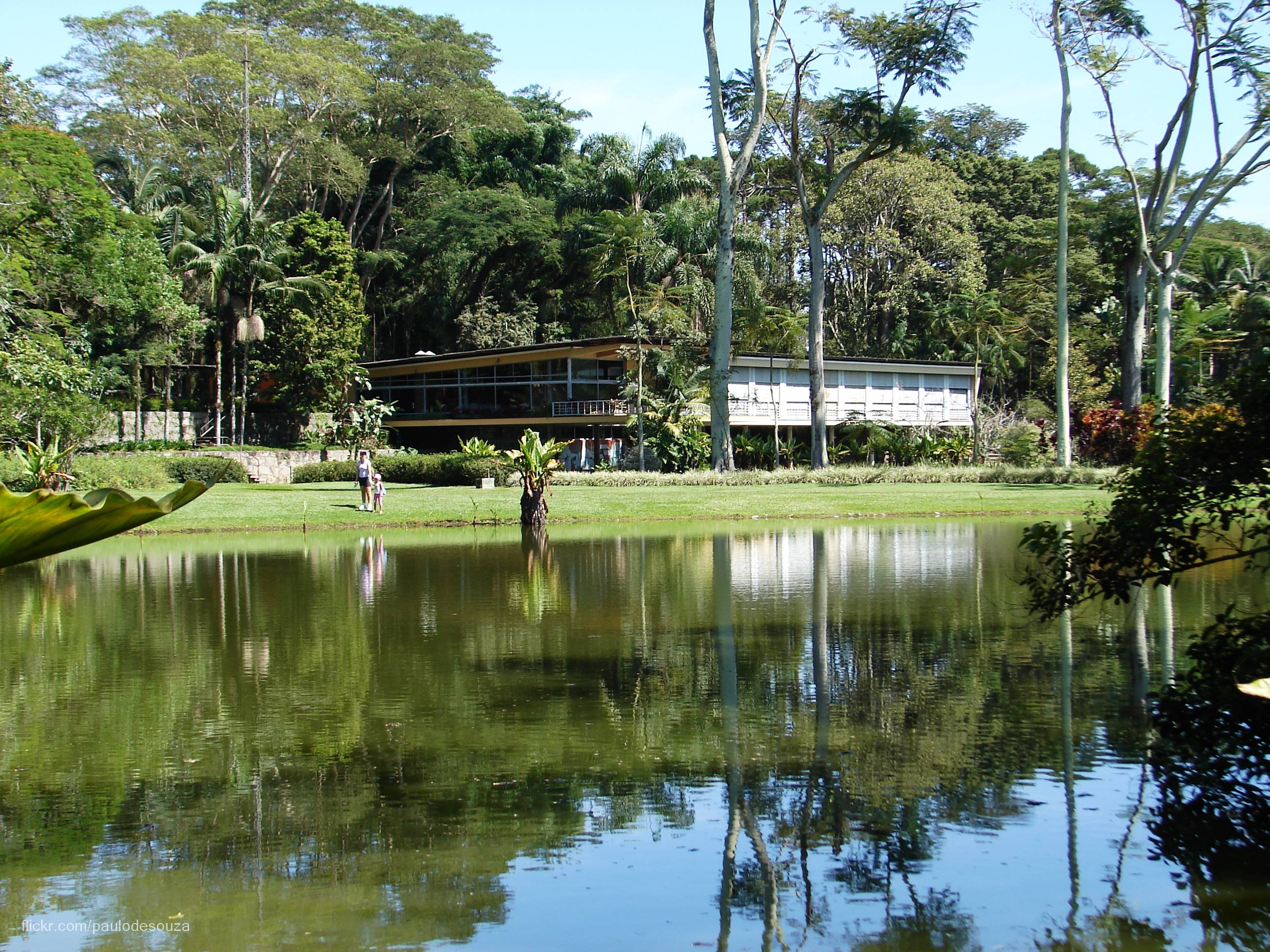
Vista do Parque da Cidade.

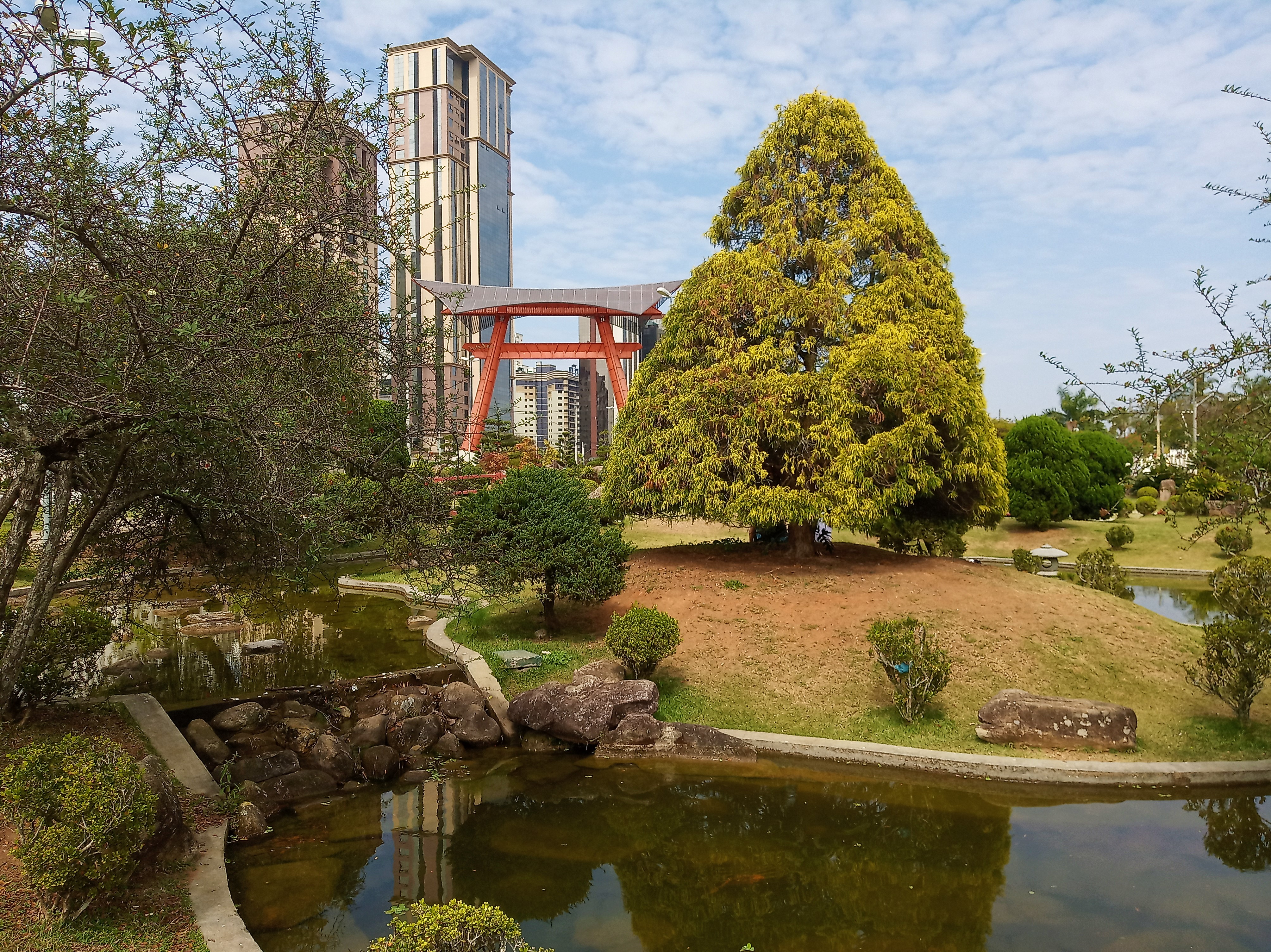
Jardim japonês da Praça Ryuji Kojima no Jardim Aquarius

A vegetação original e predominante no município é a mata atlântica, sendo que a vegetação nativa remanescente está mais presente nas encostas da Serra da Mantiqueira, principalmente no distrito São Francisco Xavier, e às margens do Rio Paraíba do Sul e dos principais afluentes, nas denominadas matas ciliares. Em alguns pontos mais isolados, principalmente a sul do território municipal, também há presença de cerrado. Fora das áreas onde o predomínio é de matas remanescente e ciliar, as principais áreas verdes estão nos parques municipais e reservas ecológicas.
O Parque Municipal Roberto Burle Marx, conhecido como Parque da Cidade, tem uma área de 516 mil metros quadrados, contando com dois lagos e alguns animais nativos da região como a capivara. O Banhado, tem uma área de proteção ambiental de 4,32 milhões de metros quadrados em frente ao centro da cidade, a favela localizada no local esta congelada e a atividade agrícola vem diminuindo.
A Reserva Ecológica Augusto Ruschi, com dois milhões e meio de metros quadrados, fora do perímetro urbano, é uma Área de Proteção Ambiental de espécies nativas. O distrito de São Francisco Xavier tem a metade de sua área (que é de 322 quilômetros quadrados) definida como Área de Proteção Ambiental da Serra da Mantiqueira. O Parque Santos Dumont está na região do centro da cidade, e conta com mais de 46 mil m², sendo uma das principais áreas verdes do perímetro urbano. O Parque Vicentina Aranha situa-se em meio ao perímetro urbano, sendo que foi inaugurado em 27 de julho de 2007 e abriga em seu interior um extenso bosque com espécies vegetais nativas da mata atlântica.

### Clima

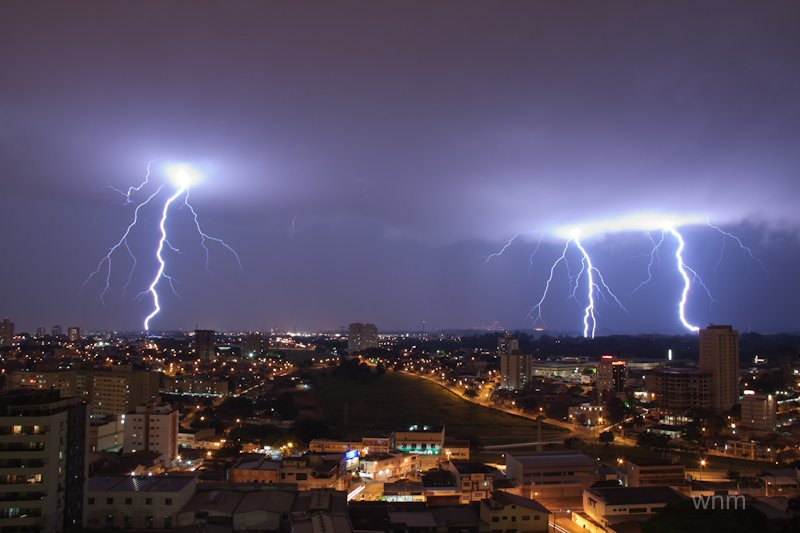
Vista da cidade durante um temporal.

O clima de São José dos Campos é tropical de altitude (tipo Cwa segundo Köppen), com diminuição de chuvas no inverno e temperatura média anual de 19,3 °C, tendo invernos secos e amenos (raramente frios de forma demasiada) e verões chuvosos com temperaturas moderadamente altas. O mês mais quente, fevereiro, possui temperatura média de 22,4 °C, e o mais frio, julho, de 15,6 °C. Outono e primavera são estações de transição. A precipitação média anual é de 1 155 milímetros (mm), sendo julho o mês mais seco, quando ocorrem apenas 26,6 mm. Em dezembro, o mês mais chuvoso, a média fica em 202,1 mm. Durante a estação seca, os níveis de umidade do ar ficam relativamente baixos e chegando a níveis muito críticos, tal como na tarde de 25 de agosto de 2014, quando o índice chegou a apenas 12%, muito abaixo do ideal estabelecido pela Organização Mundial da Saúde, que é de 60%.
Segundo dados do Instituto Nacional de Meteorologia (INMET), referentes ao período de 1961 a 1979, a menor temperatura registrada em São José dos Campos foi de 0,1 °C em 22 e 24 de junho de 1963; 28 de julho de 1964 e 12 de julho de 1965, e a maior atingiu 37,5 °C em 27 de setembro de 1961. O maior acumulado de precipitação em 24 horas foi de 110,1 milímetros em 18 de dezembro de 1973. O menor índice de umidade relativa do ar foi de 15% nos dias 27 de setembro de 1961 e 28 de setembro de 1968.
| Dados climatológicos para São José dos Campos (1961-1990)                                 | Dados climatológicos para São José dos Campos (1961-1990) | Dados climatológicos para São José dos Campos (1961-1990) | Dados climatológicos para São José dos Campos (1961-1990) | Dados climatológicos para São José dos Campos (1961-1990) | Dados climatológicos para São José dos Campos (1961-1990) | Dados climatológicos para São José dos Campos (1961-1990) | Dados climatológicos para São José dos Campos (1961-1990) | Dados climatológicos para São José dos Campos (1961-1990) | Dados climatológicos para São José dos Campos (1961-1990) | Dados climatológicos para São José dos Campos (1961-1990) | Dados climatológicos para São José dos Campos (1961-1990) | Dados climatológicos para São José dos Campos (1961-1990) | Dados climatológicos para São José dos Campos (1961-1990) |
| Mês                                                                                       | Jan                                                       | Fev                                                       | Mar                                                       | Abr                                                       | Mai                                                       | Jun                                                       | Jul                                                       | Ago                                                       | Set                                                       | Out                                                       | Nov                                                       | Dez                                                       | Ano                                                       |
| ----------------------------------------------------------------------------------------- | --------------------------------------------------------- | --------------------------------------------------------- | --------------------------------------------------------- | --------------------------------------------------------- | --------------------------------------------------------- | --------------------------------------------------------- | --------------------------------------------------------- | --------------------------------------------------------- | --------------------------------------------------------- | --------------------------------------------------------- | --------------------------------------------------------- | --------------------------------------------------------- | --------------------------------------------------------- |
| Temperatura máxima recorde (°C)                                                           | 36,7                                                      | 36,4                                                      | 36,2                                                      | 34                                                        | 32,2                                                      | 30,7                                                      | 31,9                                                      | 36,9                                                      | 37,5                                                      | 36,9                                                      | 36,3                                                      | 35,8                                                      | 37,5                                                      |
| Temperatura máxima média (°C)                                                             | 29,7                                                      | 30,1                                                      | 29,5                                                      | 27,3                                                      | 25,1                                                      | 24,3                                                      | 24,1                                                      | 26,2                                                      | 27,2                                                      | 27,3                                                      | 28                                                        | 28,7                                                      | 27,3                                                      |
| Temperatura média (°C)                                                                    | 22,2                                                      | 22,4                                                      | 21,6                                                      | 19,6                                                      | 17                                                        | 16,1                                                      | 15,6                                                      | 17,1                                                      | 18,8                                                      | 19,4                                                      | 20,3                                                      | 21,4                                                      | 19,3                                                      |
| Temperatura mínima média (°C)                                                             | 16,2                                                      | 16,5                                                      | 15,7                                                      | 13,2                                                      | 10,1                                                      | 8,9                                                       | 8,2                                                       | 9,9                                                       | 11,9                                                      | 13,4                                                      | 14,2                                                      | 15,3                                                      | 12,8                                                      |
| Temperatura mínima recorde (°C)                                                           | 8,2                                                       | 9,5                                                       | 8,8                                                       | 4,2                                                       | 0,4                                                       | 0,1                                                       | 0,1                                                       | 0,8                                                       | 1,2                                                       | 3,4                                                       | 4,6                                                       | 5,2                                                       | 0,1                                                       |
| Precipitação (mm)                                                                         | 192,5                                                     | 151,2                                                     | 132,8                                                     | 59,8                                                      | 30,3                                                      | 32,5                                                      | 26,6                                                      | 31,9                                                      | 52,8                                                      | 120,5                                                     | 122                                                       | 202,1                                                     | 1 155                                                     |
| Dias com precipitação (≥ 1 mm)                                                            | 13                                                        | 11                                                        | 11                                                        | 5                                                         | 4                                                         | 4                                                         | 3                                                         | 3                                                         | 5                                                         | 10                                                        | 9                                                         | 13                                                        | 91                                                        |
| Umidade relativa (%)                                                                      | 79,5                                                      | 79,3                                                      | 79,8                                                      | 78,9                                                      | 78,5                                                      | 77,1                                                      | 74,2                                                      | 70,6                                                      | 71,8                                                      | 76,8                                                      | 76,8                                                      | 79,1                                                      | 76,9                                                      |
| Insolação (h)                                                                             | 180,2                                                     | 151,3                                                     | 179,2                                                     | 179,3                                                     | 176,4                                                     | 180,4                                                     | 189,4                                                     | 198,6                                                     | 156,8                                                     | 148,4                                                     | 165,1                                                     | 163,4                                                     | 2 068,5                                                   |
| Fonte: Instituto Nacional de Meteorologia (recordes de temperatura de 01/1961 a 02/1979). |                                                           |                                                           |                                                           |                                                           |                                                           |                                                           |                                                           |                                                           |                                                           |                                                           |                                                           |                                                           |                                                           |

## Demografia
No censo demográfico de 2022 feito pelo Instituto Brasileiro de Geografia e Estatística (IBGE), a população do município era de 697 428 habitantes, apresentando uma densidade populacional de 634,37 hab./km².
Segundo o Censo brasileiro de 2010, 307 394 habitantes eram homens e 320 150 habitantes mulheres. Ainda segundo o mesmo censo, 615 610 habitantes viviam na zona urbana e 11 934 na zona rural. Segundo estatísticas divulgadas em 2021, a população municipal era de 737 310 habitantes.
O Índice de Desenvolvimento Humano Municipal (IDH-M) de São José dos Campos é considerado elevado pelo Programa das Nações Unidas para o Desenvolvimento (PNUD). Seu valor em 2010 era de 0,807, sendo o 12º maior de todo o estado de São Paulo (em 645 municípios); o 13 de toda Região Sudeste do Brasil (em 1666) e o 24° de todo Brasil (entre 5507). A cidade possui a maioria dos indicadores elevados e acima com os da média nacional segundo o PNUD.

### Composição étnica
Em 2010, segundo dados do Censo IBGE daquele ano, a população joseense era composta por 456 322 brancos (72,61%); 130 439 pardos (21,4%); 28 102 pretos (4,48%); 9 034 amarelos (1,44%); 473 indígenas (0,08%); além dos 11 sem declaração.
No ano de 2010 havia 2 228 migrantes que vieram de outras partes do estado de São Paulo e do Brasil, de acordo com o IBGE. Os Núcleos Coloniais com imigrantes oriundos de outras partes do mundo foram estabelecidos no final do século XIX e início do século XX, com foco na política de incentivo à imigração de europeus para o Brasil. Serviam como importante mão-de-obra para a agricultura e produção de alimentos na região, que estavam em constante desenvolvimento, abastecendo os mercados locais.
Na cidade estabeleceram-se principalmente portugueses, italianos, alemães e japoneses, que muito colaboraram no crescimento das lavouras, principalmente com o café. Atualmente a população é miscigenada.

### Região metropolitana

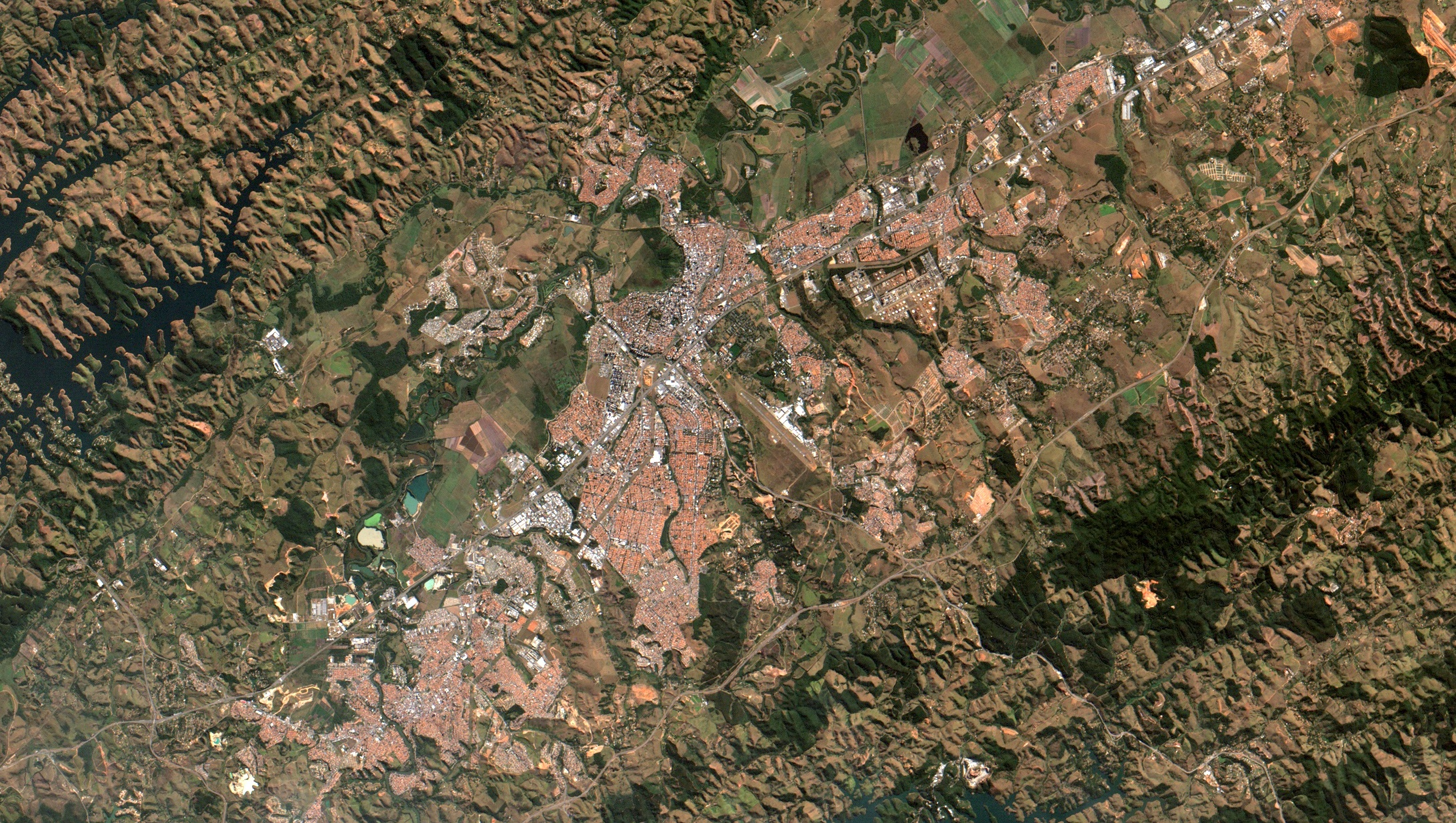
Imagem de satélite de São José dos Campos

O intenso processo de conurbação atualmente em curso na região vem criando uma metrópole cujo centro está em São José dos Campos, atingindo vários municípios, como Taubaté, Aparecida, Caçapava,  Guaratinguetá, Caraguatatuba, Campos do Jordão, Pindamonhangaba e Jacareí. A Região Metropolitana do Vale do Paraíba e Litoral Norte (RMVale) foi criada pela lei complementar estadual 1166, de 9 de janeiro de 2012. É constituída por 39 municípios, sendo em 2015, a 12ª maior aglomeração urbana do Brasil, com 2 453 387 habitantes.
A Região Metropolitana faz parte do chamado Complexo Metropolitano Expandido, que ultrapassa os 30 milhões de habitantes, mais de 75% da população do estado paulista inteiro. Há estudos que afirmam a existência de uma megalópole no eixo localizado entre as regiões metropolitanas de São Paulo e do Rio de Janeiro, interligadas especialmente pela Via Dutra, que abrange ainda a região do Vale do Paraíba, onde São José dos Campos está situada.

### Habitação e desigualdade

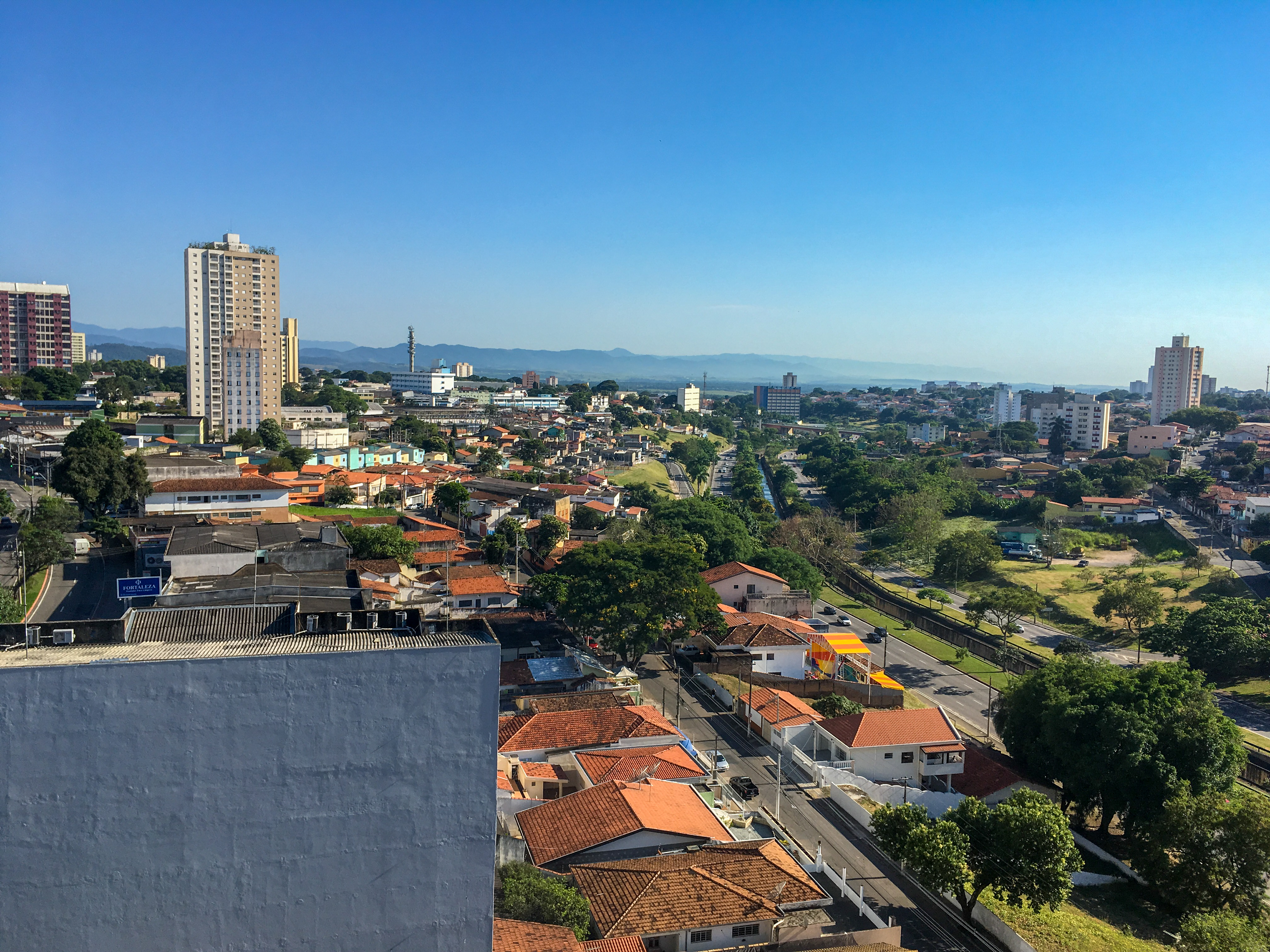
Panorama da região do Jardim São Dimas

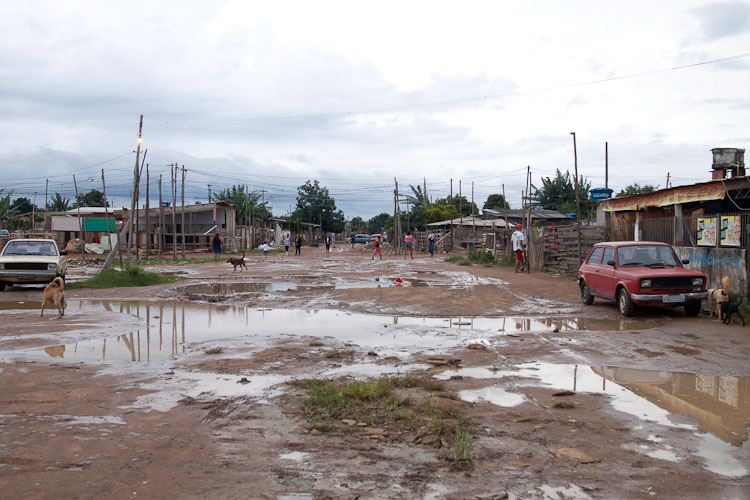
Antiga Favela Pinheirinho, desocupada em 2012

No ano de 2010, segundo o IBGE, a cidade tinha 189 503 domicílios particulares permanentes, sendo 151 863 casas, 33 343 apartamentos, 3 715 casas de vilas ou em condomínios e 582 cômodos ou cortiços. Dos 189 503 domicílios totais, 132 627 eram imóveis próprios, sendo 111 015 próprios já quitados, 21 612 em aquisição e 42 487 alugados; 12 617 imóveis foram cedidos, sendo 2 259 por empregador e 10 358 cedidos de outra maneira. 1 772 foram ocupados de outra forma. Grande parte do município conta com água tratada, energia elétrica, esgoto, limpeza urbana, telefonia fixa e telefonia celular. Naquele ano, 97,09% dos domicílios eram atendidos pela rede geral de abastecimento de água; 99,66% das moradias possuíam coleta de lixo e 91,13% das residências possuíam esgotamento sanitário.
Segundo o IBGE, no ano de 2003 o coeficiente de Gini, que mede a desigualdade social, era de 0,40, sendo que 1,00 é o pior número e 0,00 é o melhor. Naquele ano, a incidência da pobreza, medida pelo IBGE, era de 13,25%, o limite inferior da incidência de pobreza era de 9,61%, o superior era de 16,90% e a incidência da pobreza subjetiva era de 9,94%. De 1991 a 2010, a proporção de pessoas com renda domiciliar per capita de até meio salário mínimo reduziu em 10,0%. Em 2010 84,4% da população vivia acima da linha da pobreza, 10,3% encontrava-se na linha da pobreza e 5,4% estava abaixo. Em 2000, a participação dos 20% da população mais rica da cidade no rendimento total municipal era de 61,6%, ou seja, 25 vezes superior à dos 20% mais pobres, que era de 2,5%, sendo que em 1991 a participação dos 20% mais pobres era de 3,4%, ou seja, do começo da década de 90 até o ano de 2000 houve crescimento da desigualdade social na cidade.
No ano de 2008, segundo a prefeitura, havia registros de favelas, palafitas e loteamentos irregulares, sendo que em 2000 5 488 habitantes viviam em aglomerados subnormais. No ano de 2004 havia sete favelas cadastradas pela prefeitura, sendo elas: Rio Comprido (que abrigava 67,2% da população que morava em favelas na cidade), Jardim Nova Esperança (13,4% desses habitantes), Chácaras Relindas (13,0%), Vila Sinhá (2,2%), Vila Santa Cruz (2,0%), Jardim das Indústrias (1,7%) e Maranhão (0,5%), a maioria localizada na Zona Norte. No começo de 2012 São José dos Campos foi palco da Desocupação do Pinheirinho, uma operação de reintegração de posse realizada na comunidade de Pinheirinho. O lugar era uma ocupação irregular cujo número de habitantes era estimado entre 6 e 9 mil moradores, que ocupavam a área abandonada desde 2004. O terreno pertence a uma massa falida da Selecta SA, que tem como proprietário Naji Nahas.
Para combater problemas de habitação, a Prefeitura mantém vários projetos habitacionais, de regularização fundiária e de aquisição de lotes em andamento, realizados através da participação popular e de parcerias com diversas organizações governamentais e não-governamentais. Segundo dados do censo de 2010, 1,16% da população da cidade vive em aglomerados subnormais, o que corresponde a 7 310 pessoas, fazendo São José dos Campos ser uma das cidades com menor índice no estado de São Paulo.

### Religião

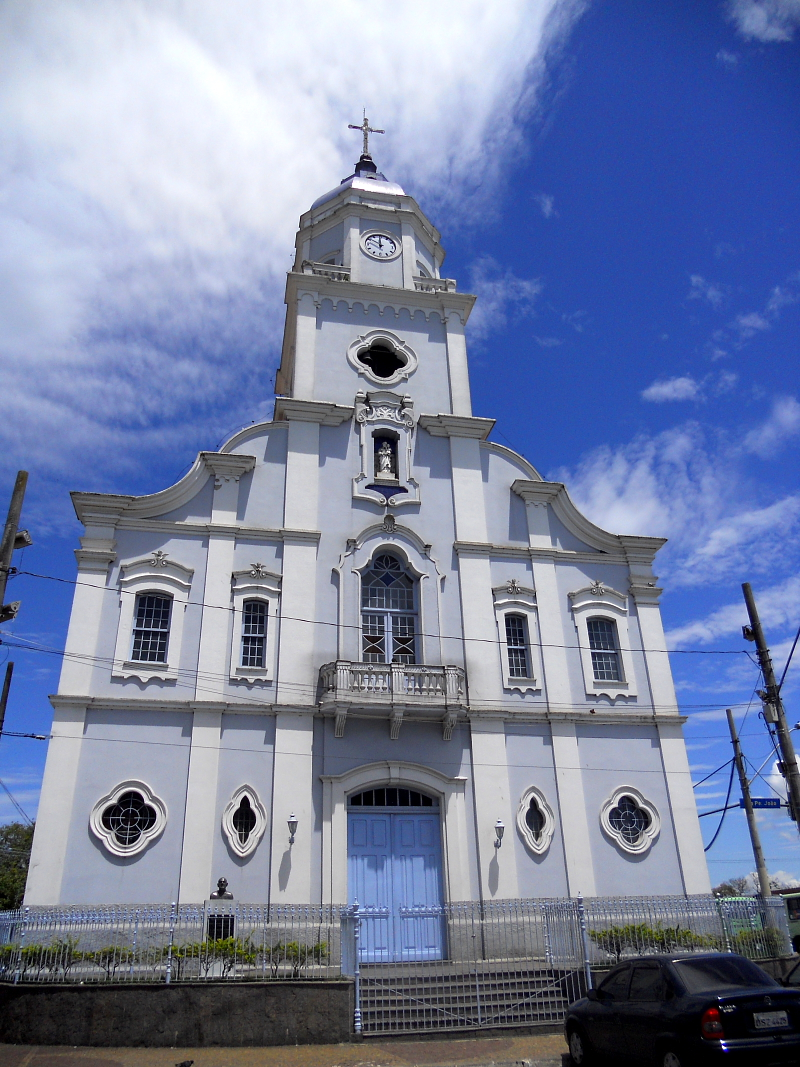
Fachada da Igreja Matriz, um dos principais templos católicos da cidade.

Tal qual a variedade cultural verificável em São José dos Campos, são diversas as manifestações religiosas presentes na cidade. Embora tenha se desenvolvido sobre uma matriz social eminentemente católica, tanto devido à colonização quanto à imigração — e ainda hoje a maioria dos joseenses é católica — é possível encontrar atualmente na cidade dezenas de denominações protestantes diferentes, assim como a prática do budismo, do islamismo, espiritismo, entre outras. Nas últimas décadas, o budismo e as religiões orientais têm crescido bastante na cidade. Também são consideráveis as comunidades judaica, mórmon e cultos afro-brasileiros. De acordo com dados do censo de 2010 realizado pelo IBGE, a população joseense está composta por: católicos (67,10%), protestantes (22,67%), pessoas sem religião (4,60%), espíritas (2,24%) e outros (3,19%).
Segundo o censo brasileiro de 2022, a composição religiosa da cidade era de 58,63% católicos, 25,44% evangélicos ou protestantes, 2,45% espíritas, 0,77% umbandistas ou candomblecistas, 0,01% religião tradicional, 4,88% outras religiões, 7,88% irreligiosos, 0% desconhecidos e 0,03% não declarados.

#### Igreja Católica Apostólica Romana
Segundo divisão feita pela Igreja Católica, o município está situado na Província Eclesiástica de Aparecida, com sede em Aparecida. Também faz parte da Arquidiocese de Aparecida, criada em 19 de abril de 1958, e é sede da Diocese de São José dos Campos, instalada a 1 de maio de 1981, envolvendo, além de São José dos Campos, outras cinco cidades próximas. Atualmente a Diocese é dividida em sete Regiões Pastorais, totalizando 43 Paróquias.
A emancipação da Diocese de São José dos Campos deve-se ao rápido povoamento daquela região entre as décadas de 1960 e 1970, que consequentemente fez com que o catolicismo se desenvolvesse no lugar. Antes da criação as cidades que compõem a Diocese de São José dos Campos pertenciam a Diocese de Taubaté (exceto Igaratá, que pertencia à Diocese de Mogi das Cruzes). No ano de criação a Diocese contava com 21 paróquias; 125 capelas (62 na zona rural e 63 na zona urbana); 25 presbíteros, sendo 16 diocesanos e 9 religiosos; 7 diáconos permanentes; 194 religiosas (distribuídas por 8 congregações e 18 comunidades) e 37 seminaristas.

#### Igrejas protestantes

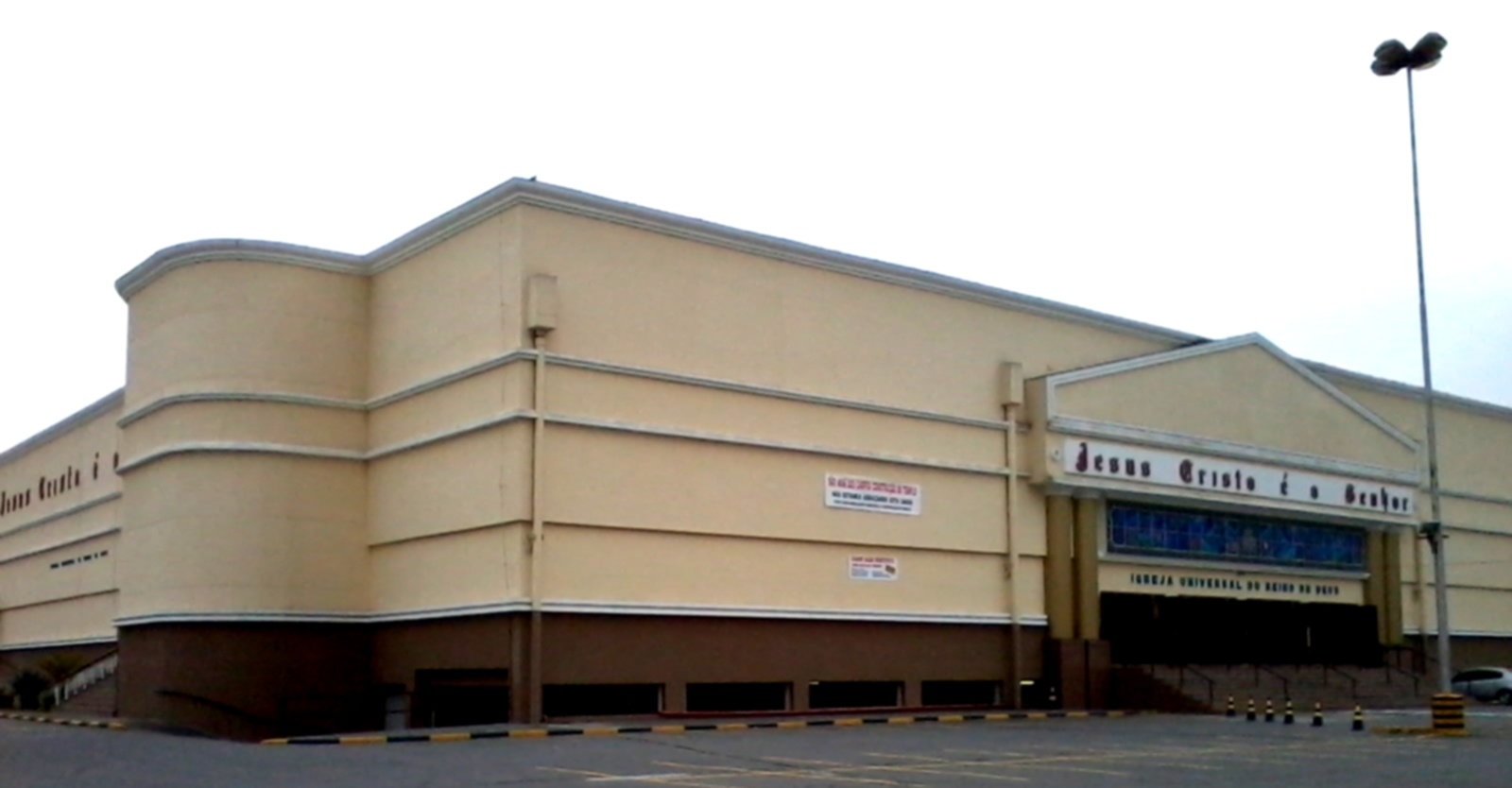
Sede regional da Igreja Universal no Vale do Paraíba

A cidade possui os mais diversos credos protestantes ou reformados, como  a Igreja Adventista do Sétimo Dia, a Comunidade Evangélica Sara Nossa Terra, a Igreja Cristã Maranata, Igreja Luterana, a Igreja Presbiteriana, a Igreja Metodista, a Igreja Episcopal Anglicana, as Igrejas Batistas, as Igrejas Assembleias de Deus, a Igreja Mundial do Poder de Deus, a Igreja Universal do Reino de Deus, a Congregação Cristã no Brasil, entre outras. Como citado acima, de acordo com o IBGE, em 2010, 22,67% da população se declara protestante. Desse total, 12,14% são das igrejas evangélicas de origem pentecostal; 3,56% são das evangélicas de missão; e 6,98% são das evangélicas sem vínculo institucional.
Ainda existem também cristãos de várias outras denominações, tais como as Testemunhas de Jeová (que representam 0,20% dos habitantes) e os membros de A Igreja de Jesus Cristo dos Santos dos Últimos Dias (0,20%), também conhecida como Igreja Mórmon.

### Segurança pública e criminalidade
Como na maioria dos municípios médios e grandes brasileiros, a criminalidade ainda é presente em São José dos Campos. Em 2009, o índice de suicídios para cada 100 mil habitantes foi de 1,6, sendo o 297° a nível estadual e o 2258° a nível nacional. Já em relação à taxa de óbitos por acidentes de transito, o índice foi de 20,2 para cada 100 mil habitantes, ficando no 146° a nível estadual e no 1075° lugar a nível nacional.
O Conselho Municipal de Segurança (CMS) de São José dos Campos, que foi criado pela Lei Municipal 4.269, de 11 de setembro de 1992 e reestruturado em 2009, tem a função de propor medidas e atividades que visem a segurança municipal, sendo formado por representantes (titulares e suplentes) de 16 entidades. Fazem parte diversos outros órgãos públicos, tais como a Polícia Militar (com seu 1º Batalhão e 46º Batalhão), a Polícia Civil, a Guarda Civil Municipal, o Conselho Municipal dos Direitos da Criança e do Adolescente (CMDCA), os presidentes e vice-presidentes dos CONSEGs (Conselhos Regionais de Segurança), o Conselho Tutelar e Ordem dos Advogados do Brasil (OAB).  Por força da Constituição Federal do Brasil, São José dos Campos possui também uma Guarda Municipal, responsável pela proteção dos bens, serviços e instalações públicas do município.
Homicídios dolosos por 100 mil habitantes em São José dos Campos

## Governo

### Política

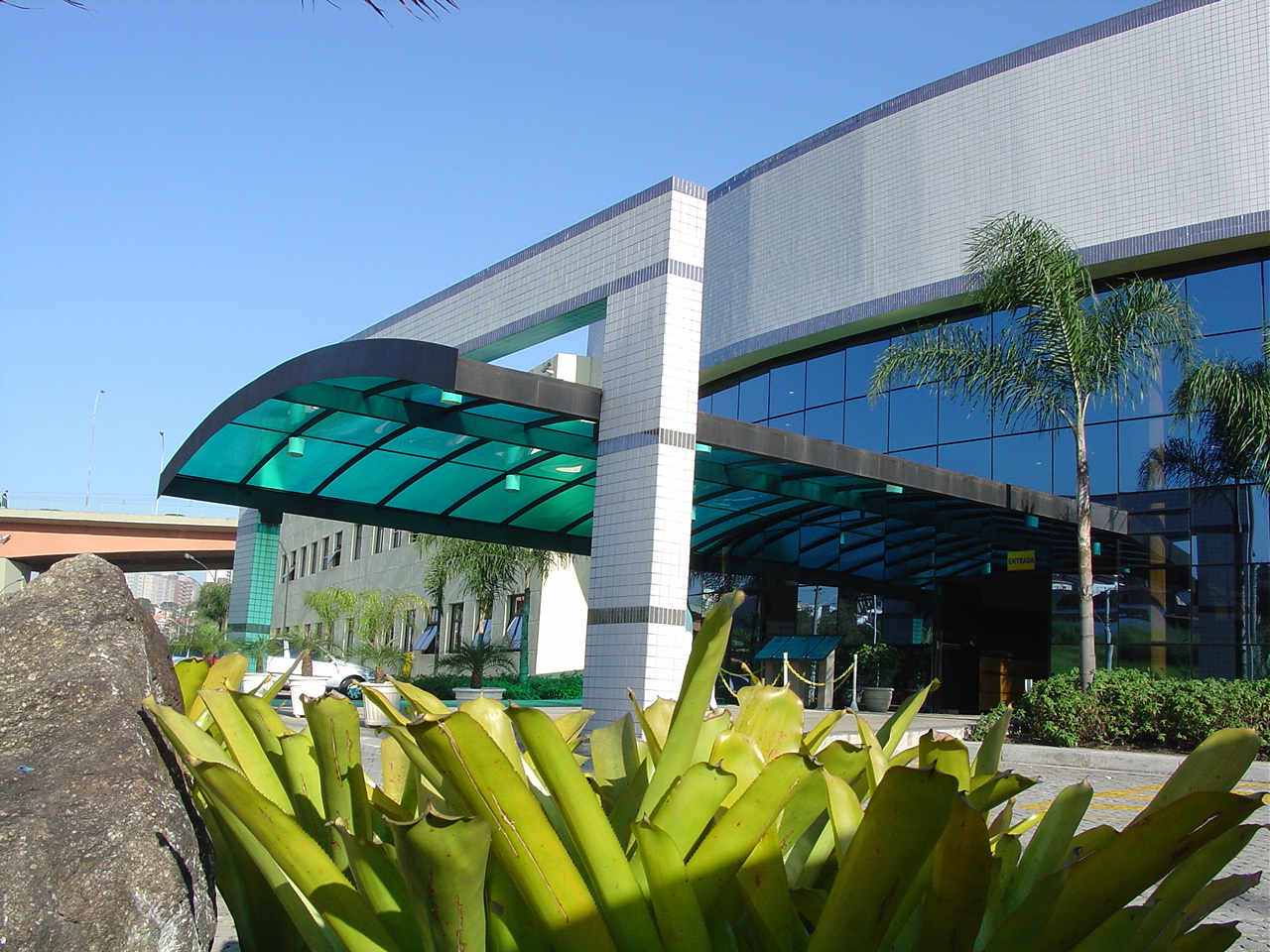
Câmara Municipal de São José dos Campos

A administração municipal se dá pelo poder executivo e pelo poder legislativo.
O prefeito municipal é Anderson Farias, do PSD. Farias assumiu a prefeitura após a renúncia do então prefeito Felicio Ramuth para concorrer ao governo do estado de São Paulo. Ramuth havia sido eleito no pleito de 2016 com 219 511 votos (62,22% dos eleitores), derrotando Carlinhos Almeida (PT), eleito em 2012, e que buscava a reeleição.
O Poder legislativo é constituído pela câmara, composta por 21 vereadores eleitos para mandatos de quatro anos (em observância ao disposto no artigo 29 da Constituição) e está composta por cinco cadeiras do PSDB; duas cadeiras do SD; uma cadeira do PSD; uma cadeira do PMDB; uma cadeira do PSC; duas cadeiras do PRB; três cadeiras do PT; uma cadeira do PR; duas cadeiras do PTB; uma cadeira do PV; uma cadeira do PPS e uma cadeira do PRP. Cabe à casa elaborar e votar leis fundamentais à administração e ao Executivo, especialmente o orçamento participativo (Lei de Diretrizes Orçamentárias).
O município se rege ainda por lei orgânica, que foi promulgada em 24 de setembro de 2002 e entrou em vigor nesta mesma data, e é sede da Comarca de São José dos Campos. O município possuía 450 840 eleitores em março de 2012, o que representava 1,459% do total do estado de São Paulo. Possui três cidades-irmãs, sendo estas Kadoma, Japão, desde 1973; Jacareí (1962); e Caçapava (1971).

### Subdivisões

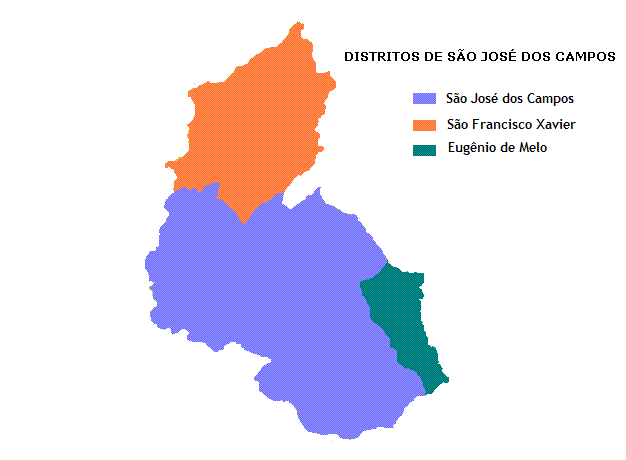
Divisão municipal em distritos (clique na imagem para melhor visualizar).

O município é composto por três distritos: São José dos Campos (Sede), Eugênio de Melo e São Francisco Xavier. De acordo com o IBGE, o distrito sede possuía, em 2000, 468 325 habitantes. Eugênio Melo contava com 68 121 pessoas, sendo que 34 529 eram homens e 33 592 mulheres, estando na Zona Leste da cidade, em uma área com grande predomínio de indústrias. São Francisco Xavier contava com 2 867 habitantes (1 497 homens e 1 370 mulheres, sendo que foi fundado em 1892 e está a norte do território municipal, a 59 km da Sede. O destaque no lugar é a Área de Preservação Ambiental (APA), onde estão diversos atrativos naturais, como montanhas, rios, cachoeiras e a fauna e flora típicas da mata atlântica.
O município de São José dos Campos é dividido em seis zonas administrativas: Centro, Norte, Sul, Leste, Oeste e Sudeste. Segundo o IBGE, em 2000 a Região Centro contava com 80 bairros (oficiais e não oficiais, incluindo favelas, loteamentos e condomínios) e 70,863 habitantes, havendo predomínio de residências da classe C (47,3% do total). A Região Norte possuía naquele ano 68 bairros, 56 187 habitantes e predomínio de residências da classe C (45,0%). Na Região Sul havia cerca de 80 bairros, 199 913 pessoas e predomínio da classe C (44,7%). A Leste possuía cerca de 100 bairros, 136 180 moradores e prevalência de classe C (47,3%). A Oeste tinha 25 bairros, 25 182 moradores e predomínio da classe B1 (24,5%). A Região Sudeste contava com 36 bairros, 38 761 habitantes e prevalência da classe C (44,9%).

#### Distrito de Eugênio de Melo

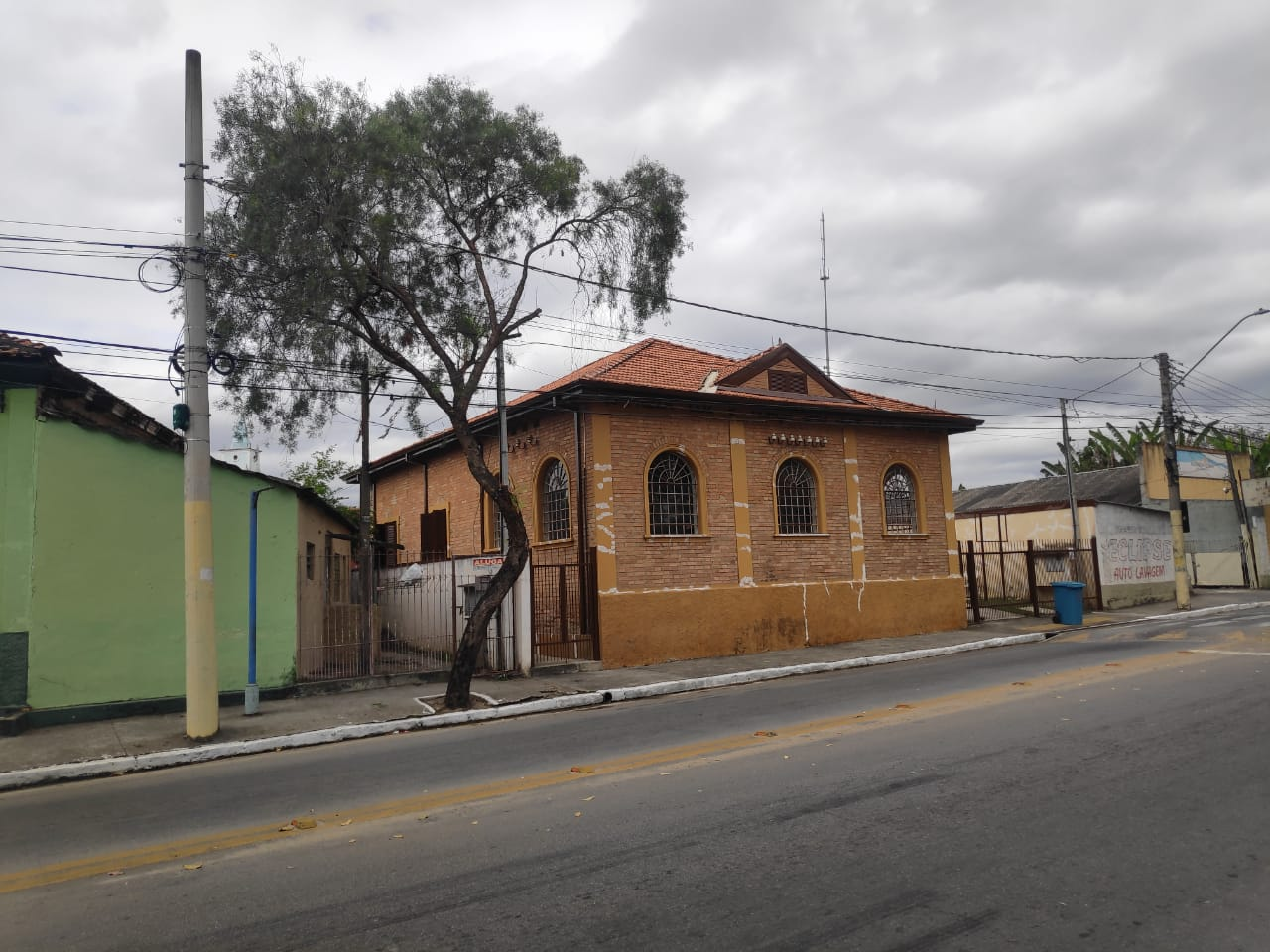
Prédio histórico localizado no distrito de Eugênio de Melo

Ocupando área total de 96 km² Eugênio de Melo apresenta população superior a 80 mil habitantes, dispostos em seus 64 bairros.  Embora tenha sido oficialmente criado pelo decreto nº 6.638, de 31 de agosto de 1934, as origens do distrito remontam a época das fazendas produtoras de café durante o período do Brasil Imperial.
Os limites territoriais do distrito foram definidos pela lei municipal Nº 2222, DE 10 de setembro de 1979. Esta lei estabelece que o distrito de Eugênio de Melo ocupa parte do extremo leste de São José dos Campos, fazendo limites com os municípios de Caçapava a leste e Jambeiro ao sul.
Eugênio de Melo encontra-se, em sua maior parte, inserida na bacia hidrográfica do rio Pararangaba, tendo seu território demarcado pela presença deste rio e de diversos córregos afluentes. Em seu limite norte, o distrito apresenta porções territoriais cuja drenagem ocorre  diretamente para o Rio Paraíba do Sul.
A proximidade com a rodovia Presidente Dutra faz com que o território pertencente a Eugênio de Melo seja intensamente ocupado, havendo processo de conurbação com o vizinho município de Caçapava. Este distrito concentra importantes indústrias, como a General Motors, Embraer, Ericsson, Parker, Amplimatic, Heatcraft, Orion, entre outras. Neste distrito também está situado uma unidade do Ceagesp e o Parque Tecnológico da cidade.

#### Distrito de São Francisco Xavier

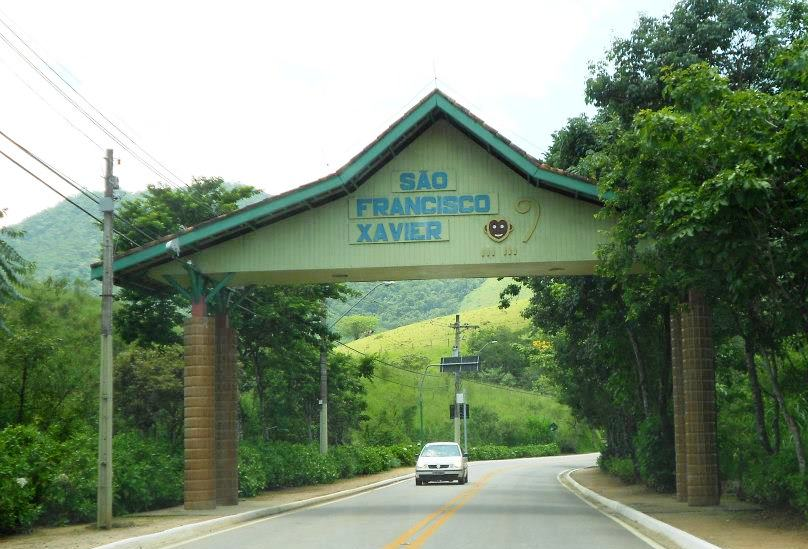
Pórtico instalado na entrada do distrito de São Francisco Xavier

Totalizando 321 km², o distrito de São Francisco Xavier  tem população total de 3 852 habitantes, distribuídos em um total de 2 117 domicílios particulares.
Criado pela lei nº 59, de 16 de agosto de 1892, o distrito fica a 59 quilômetros do centro de São José dos Campos. O acesso é feito por estrada asfaltada, utilizando a rodovia SP-50, através do município de Monteiro Lobato. A estrada que leva até o distrito apresenta traçado em meio à Serra da Mantiqueira, sendo que o trecho entre Monteiro Lobato e São Francisco Xavier foi restaurado no início de 2009. Outra opção é a ligação por trilhas e estrada de terra para o distrito de Monte Verde de Camanducaia, em Minas Gerais.
Apresentando características rurais e clima típico das montanhas da Serra da Mantiqueira, São Francisco Xavier atrai significativo número de turistas, em busca da prática de ecoturismo e de esportes de aventura. O distrito possui uma área de preservação ambiental (APA) que abriga inúmeros animais como onças, jaguatiricas, pacas, capivaras, esquilos, cobras, lagartos e macacos; além de apresentar várias corredeiras e  quedas d'água, como as cachoeiras Pedro David, das Couves, e do Roncador.

## Economia

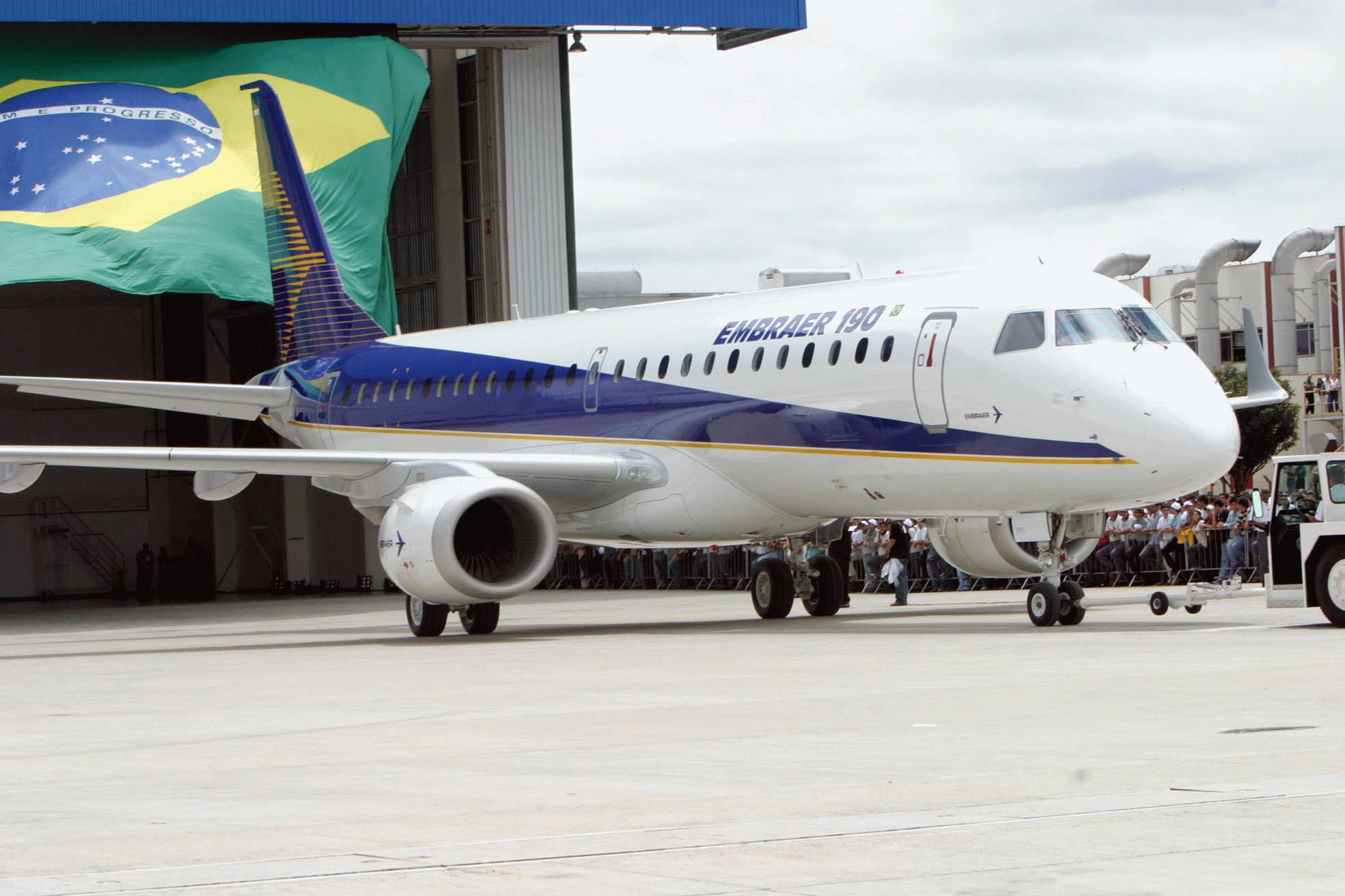
Embraer 190 no seu roll-out na fábrica da Embraer.

O Produto Interno Bruto (PIB) de São José dos Campos é o maior da Região Metropolitana do Vale do Paraíba e Litoral Norte, o oitavo maior do estado de São Paulo e o 19 de todo o país. De acordo com dados do IBGE, relativos a 2016, o PIB do município era de R$ 37 315 782,50 mil, R$ 4 998 656,06 mil foram os impostos sobre produtos líquidos de subsídios a preços correntes. O PIB per capita foi de R$ 53 615,25. Em 2000, o Índice de Desenvolvimento Humano (IDH) de renda era de 0,800, sendo que o do Brasil naquele ano era de 0,723.
De acordo com o IBGE, a cidade possuía, no ano de 2009, 20 997 unidades locais e 20 262 empresas e estabelecimentos comerciais atuantes. 212 834 trabalhadores eram classificados como pessoal ocupado total e 185 922 categorizavam-se em pessoal ocupado assalariado. Salários juntamente com outras remunerações somavam 5 116 976 mil. reais e o salário médio mensal de todo município era de 4,7 salários mínimos. Em 2013, a prestação de serviços foi o principal setor, rendendo 13 209 303 mil reais ao PIB municipal. 48,21% das atividades econômicas de São José dos Campos eram oriundos deste setor.

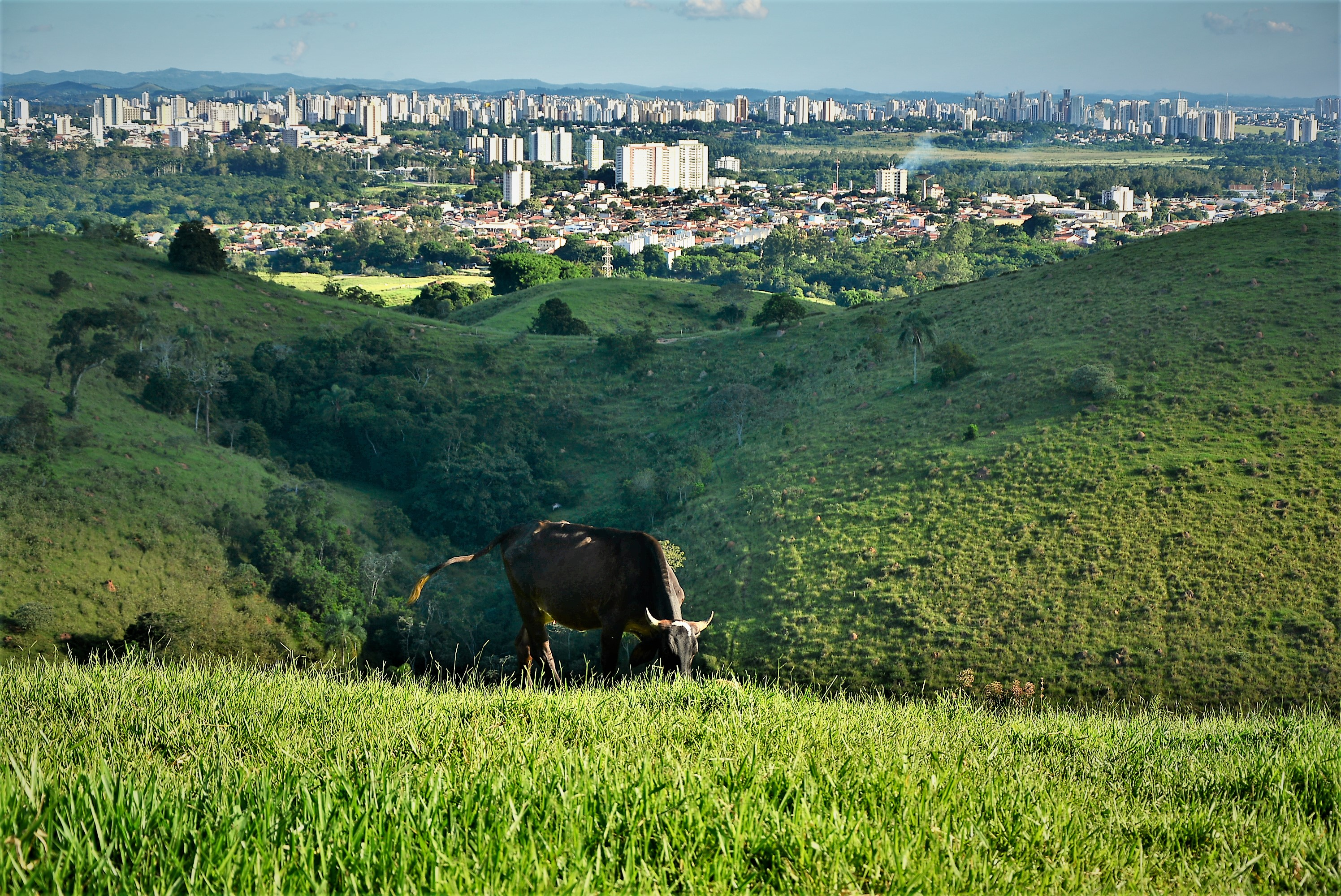
Vista da cidade a partir da área rural do município

Em 2013, a agricultura era o setor menos relevante da economia de São José dos Campos. De todo o PIB da cidade 22 883 mil reais foi o valor adicionado bruto da agropecuária. Segundo o IBGE em 2010, o município contava com cerca de 60 812 bovinos, 2 000 equinos, 454 bubalinos, 15 asininos, 125 muares, 3 680 suínos, e 380 caprinos e 380 ovinos. Havia 48 mil aves, dentre estas 30 mil eram galos, frangas, frangos e pintinhos e 10 mil galinhas, sendo que foram produzidas 116 mil dúzias de ovos. 14 500 vacas foram ordenhadas, das quais foram produzidos 24,600 mil litros de leite. Na lavoura temporária são produzidos a cana-de-açúcar (180 hectares plantados e 5 400 toneladas colhidas em 2010), a batata inglesa (100 hectares cultivados e 3 mil toneladas colhidas) e a mandioca (135 hectares e 2 900 toneladas colhidas).

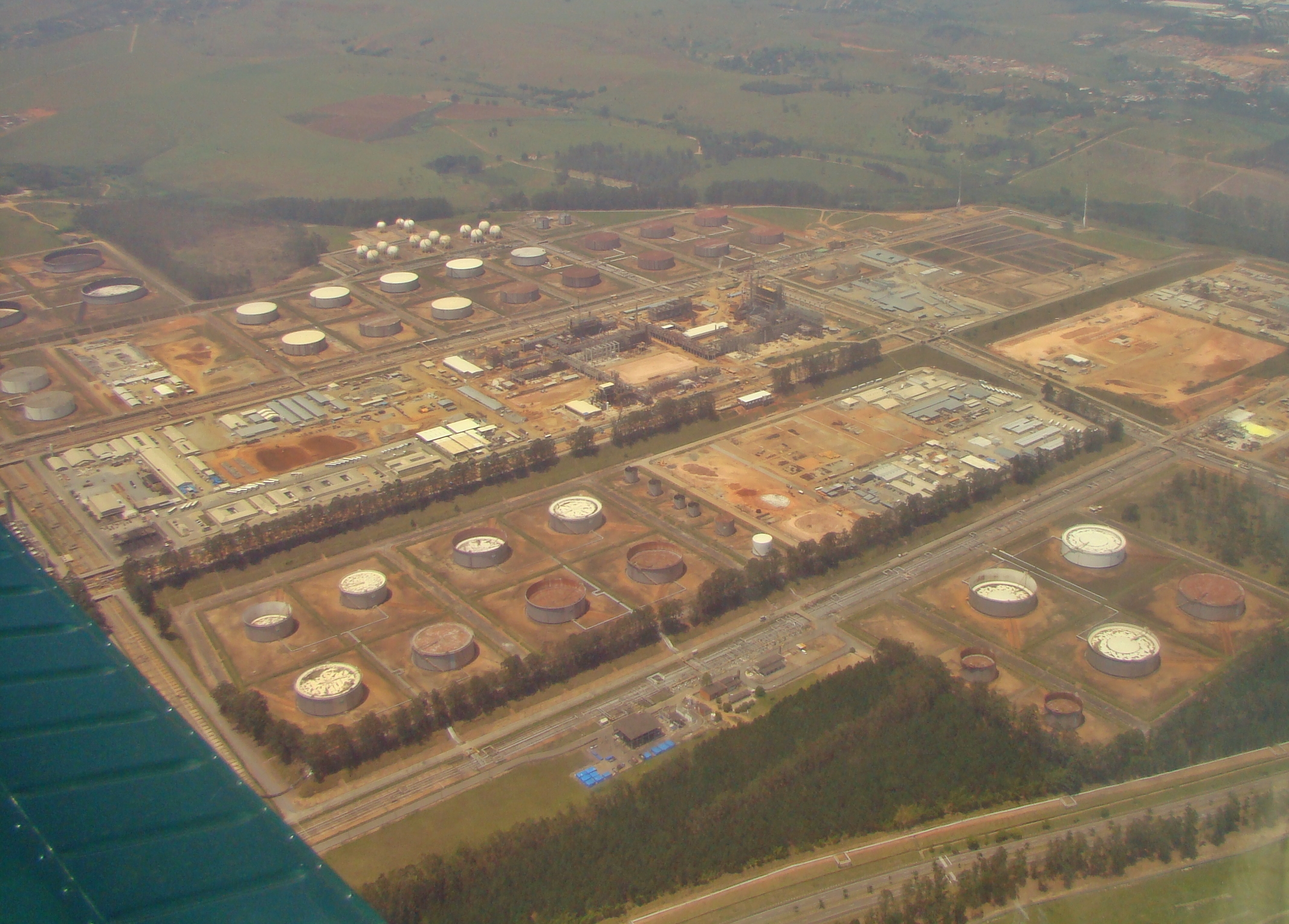
Vista aérea da Refinaria Henrique Lage (Revap).

A indústria, em 2013, era o segundo setor mais relevante para a economia do município. 7 210 774 mil reais do PIB municipal foi o valor adicionado bruto da indústria (setor secundário). O setor industrial, uma das principais características marcantes da cidade, é responsável por 70,52% do total da lucratividade econômica municipal. Emprega cerca de 50 mil pessoas em aproximadamente 720 indústrias. São José dos Campos é um importante tecnopólo de material bélico, metalúrgico e sede do maior complexo aeroespacial da América Latina.
A cidade possui grande participação no comércio exterior, sendo o segundo município maior exportador de produtos industrializados do Brasil, atrás apenas da capital paulista e à frente de São Bernardo do Campo, de acordo com dados do Ministério do Desenvolvimento, Indústria e Comércio Exterior. As principais exportadoras da cidade são a Embraer, a General Motors e a Ericsson. Dentre os produtos exportados incluem-se aviões, veículos automotivos, aparelhos de telefonia celular, peças de aviões, helicópteros, autopeças e produtos médicos, principalmente para a Argentina, Estados Unidos, China, e Alemanha.

## Estrutura urbana

### Saúde
|                                          |  |                                   |
| Hospital Regional de São José dos Campos |  | Hospital Antoninho da Rocha Marmo |

Em 2009, o município possuía 289 estabelecimentos de saúde entre hospitais, pronto-socorros, postos de saúde e serviços odontológicos, sendo 59 deles públicos e 230 privados. Neles a cidade possuía 1 419 leitos para internação, sendo que 387 estão nos públicos e os 1 032 restantes estão nos privados. Em 2011 97,9% das crianças menores de 1 ano estavam com a carteira de vacinação em dia. Em 2010 o índice de mortalidade infantil era de 8,3 a cada mil crianças menores de um ano de idade, sendo que 99,9% do total de nascidos vivos tiveram
seus partos assistidos por profissionais qualificados de saúde. Neste mesmo ano 12,9% do total de mulheres grávidas eram de meninas que tinham menos de 20 anos.
A rede municipal de serviço de saúde de São José dos Campos em abril de 2012 era composta por três hospitais, cinco Unidades de Pronto Atendimento (UPA), 40 Unidades Básicas de Saúde (UBS), 16 unidades especializadas em saúde, além de outras unidades e hospitais contratados e conveniados. As UPAs e os hospitais têm atendimento 24 horas e estruturas de complexidade intermediária, atendendo às urgências hospitalares. Nas UBS é onde são organizados programas de prevenção a várias doenças e de planejamento e acompanhamento familiar, além de atender à população com serviços básicos. Nas unidades especializadas estão especialistas que dão atendimento prioritário a setores específicos da saúde (dependendo da necessidade do paciente). O Resgate Saúde é o serviço que tem a função de atender às emergências a vítimas de acidentes, sendo criado pela Secretaria de Saúde em conjunto com o Corpo de Bombeiros do Estado de São Paulo. São 42 profissionais e oito unidades móveis de resgate.

### Educação
|                                                                |  |                                            |
| Parque Tecnológico da Universidade do Vale do Paraíba (Univap) |  | Instituto Tecnológico de Aeronáutica (ITA) |

O Índice de Desenvolvimento da Educação Básica (IDEB) médio entre as escolas públicas de São José dos Campos era, no ano de 2009, de 5,2; valor acima ao das escolas municipais e estaduais de todo o Brasil, que é de 4,0. O valor do Índice de Desenvolvimento Humano (IDH) da educação era de 0,933 (classificado como muito elevado), enquanto o do Brasil é 0,849.
O município contava, em 2009, com aproximadamente 87 484 matrículas nas redes públicas e particulares. Segundo o IBGE, naquele mesmo ano, das 176 escolas do ensino fundamental, 81 pertenciam à rede pública municipal, 39 à rede pública estadual e 56 eram escolas particulares. Dentre as 75 instituições de ensino médio, 46 pertenciam à rede pública estadual e 29 às redes particulares.
| Ensino pré-escolar | 17 205 | 844   | 210 |
| Ensino fundamental | 87 484 | 3 973 | 176 |
| Ensino médio       | 29 754 | 1 591 | 75  |

Em 2000, 7,3% das crianças de 7 a 14 anos não estavam cursando o ensino fundamental. A taxa de conclusão, entre jovens de 15 a 17 anos, naquele ano, era de 71,3%. O índice de alfabetização da população 15 ou mais de idade, em 2010, era de 97,0%. Em 2006, para cada 100 meninas do ensino fundamental, havia 103 meninos.
A Lei Municipal nº 3.939, de 21 de março de 1991, criou a Secretaria Municipal de Educação, que tem como objetivo coordenar e assessorar administrativa e pedagogicamente o sistema escolar de São José dos Campos. São exemplos de programas coordenados pela Secretaria com foco voltado à população a Educação de Jovens e Adultos (EJA), que é a rede de ensino gratuita e voltada para adultos que não concluíram o ensino fundamental, e a rede de Educação Especial, onde  alunos que têm deficiência física são conduzidos por professores especializados.

### Ciência e tecnologia
|                                           |  |                                           |
| Instituto Nacional de Pesquisas Espaciais |  | Parque Tecnológico de São José dos Campos |

Como polo de indústrias aeroespaciais, de telecomunicações e automotivas, o município atrai grande contingente de visitantes com interesse voltado para a tecnologia que se desenvolve, tais como o Instituto de Pesquisa & Desenvolvimento (IPDM), o Instituto Nacional de Pesquisas Espaciais (INPE); e o Departamento de Ciência e Tecnologia Aeroespacial (DCTA), sendo que dentro deste estão incluídos o Instituto de Estudos Avançados (IEAV), o Instituto de Aeronáutica e Espaço (IAE), o Instituto Tecnológico de Aeronáutica (ITA), o Instituto de Fomento Industrial (IFI) e o Centro de Computaçao da Aeronáutica de São José dos Campos (CCASJ).
A cidade ainda conta com seus parques tecnológicos, onde concentram-se várias instâncias oficiais que também se dedicam ao fomento do setor da tecnologia e da ciência. O Parque Tecnológico Univap conta com a parceria de empresas nas áreas de Aeronáutica, Espaço e Projetos de Engenharia; Saúde, Biotecnologia e Produtos Médico-Hospitalares; Tecnologia da Informação e Desenvolvimento de Software; Geo-processamento e Sensoriamento Remoto Satélite e Radar; Serviços de Apoio. O Parque Tecnológico de São José dos Campos possui centros de desenvolvimento tecnológicos nas áreas de energia aeronáutica, saúde, e recursos hídricos e saneamento ambiental; e possui um centro empresarial com empresas atuantes nos setores de tecnologia da informação e comunicação, instrumentação eletrônica, geoprocessamento, aeronáutica, e biomedicina.

### Serviços e comunicação

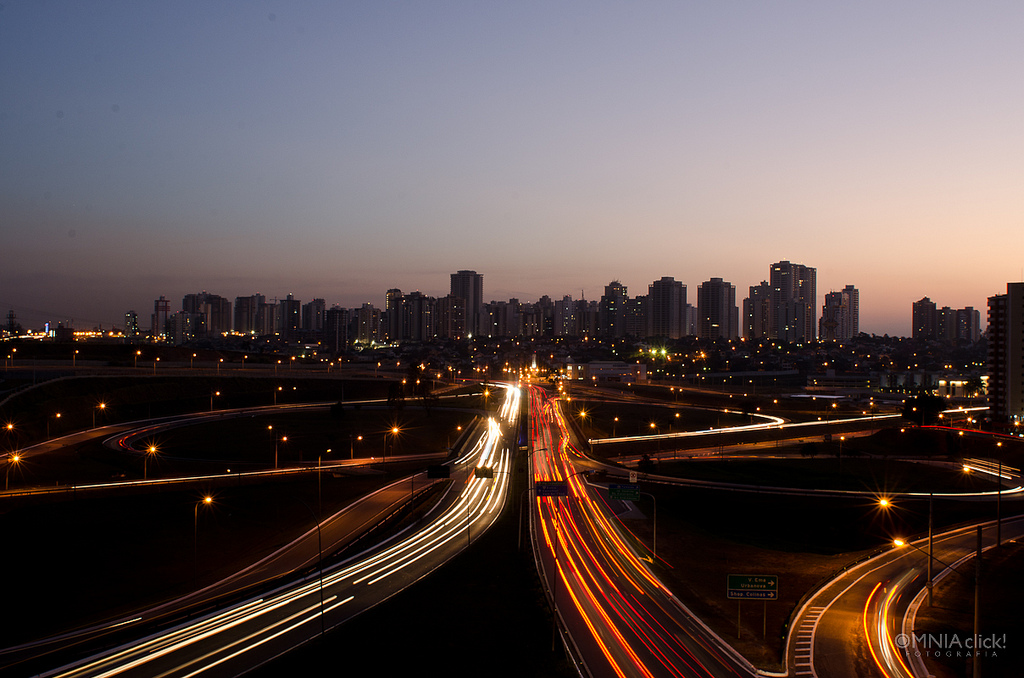
Vista parcial de São José dos Campos ao anoitecer. O abastecimento de energia elétrica na cidade é feito pela EDP São Paulo.

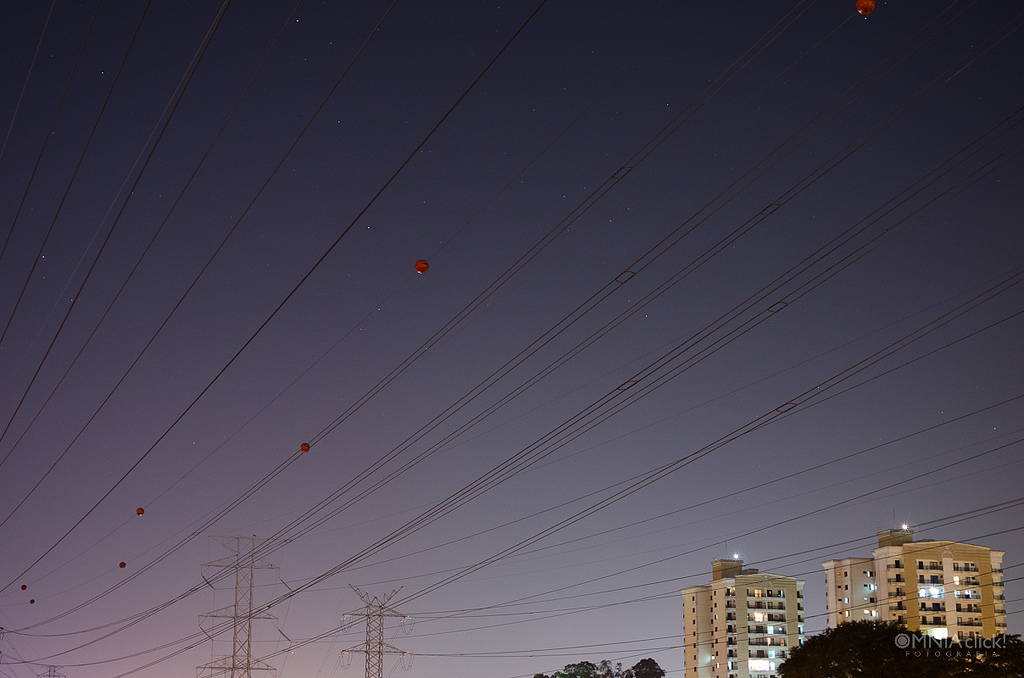
Linhas de transmissão de energia elétrica nas proximidades do Anel Viário.

O primeiro sistema de abastecimento de água de São José dos Campos foi inaugurado em 1909, captando as águas do manancial da Boa Vista para a Região Central, porém as águas que eram extraídas do manancial foram avaliadas como impróprias para uso humano. Entre o final da década de 1930 e começo da década de 40 começaram a ser usadas as águas do Rio Paraíba do Sul e de seus afluentes, sendo que até hoje estes são os rios que abastecem à zona urbana municipal. Atualmente o serviço de abastecimento de água de toda a cidade é feito pela Companhia de Saneamento Básico do Estado de São Paulo (Sabesp). A Sabesp ainda responsabiliza-se pela coleta de esgoto, cujos detritos são levados para as seis estações de tratamento de esgoto (ETE) existentes, sendo que após passar por ela as águas coletadas são encaminhadas ao Rio Paraíba do Sul. Em 2010 havia 138 443 ligações de esgotos ativas existentes através de cerca de 743 km de redes com 64 estações elevatórias.
A responsável pelo abastecimento de energia elétrica em São José dos Campos é a EDP São Paulo (antiga Bandeirante Energia), que atende ainda a outros 27 municípios das regiões do Alto do Tietê e Vale do Paraíba. Em 2010 99,94% dos domicílios do município são atendidos pelo serviço.
O sistema de telefones automáticos foi inaugurado na cidade pela Companhia Telefônica Brasileira (CTB) em 1963. Já o sistema de discagem direta à distância (DDD) foi implantado em 1973 pela Telecomunicações de São Paulo (TELESP), com o código de área (0123). Na década de 90 o código DDD da cidade foi alterado para (012), para padronização do sistema telefônico com a telefonia celular que estava sendo implantada em todo o estado. O serviço telefônico móvel, por telefone celular, é oferecido por diversas operadoras. Alguns pontos já contam com rede wireless (internet sem fio). O código de área (DDD) de São José dos Campos é 012 e o Código de Endereçamento Postal (CEP) da cidade vai de 12200-001 a 12248-999. Ainda há serviços de internet discada e banda larga (ADSL) sendo oferecidos por diversos provedores de acesso gratuitos e pagos.
Há vários canais nas faixas Very High Frequency (VHF) e Ultra High Frequency (UHF), sendo alguns dos principais com emissoras afiliadas na própria cidade, como a TV Vanguarda São José dos Campos (TV Globo), a TV Thathi Vale (SBT), a Record Litoral e Vale (Record) e a TV Bandeirantes Vale do Paraíba (Rede Bandeirantes). São José dos Campos também possui jornais em circulação, sendo alguns o AgoraVale, O Vale e o ADC News. Algumas das principais emissoras de rádio são a Rádio Cidade, Rádio Ravale e a Stereo Vale FM.

### Transportes
A Secretaria de Transportes é responsável pelo controle e manutenção do trânsito do município, desde a fiscalização das vias públicas e comportamento de motoristas e pedestres até a elaboração de projetos de engenharia de tráfego, pavimentação, construção de obras viárias e gerenciamento de serviços tais como os de táxis, alternativos, ônibus, fretados e escolares.

#### Aeroviário

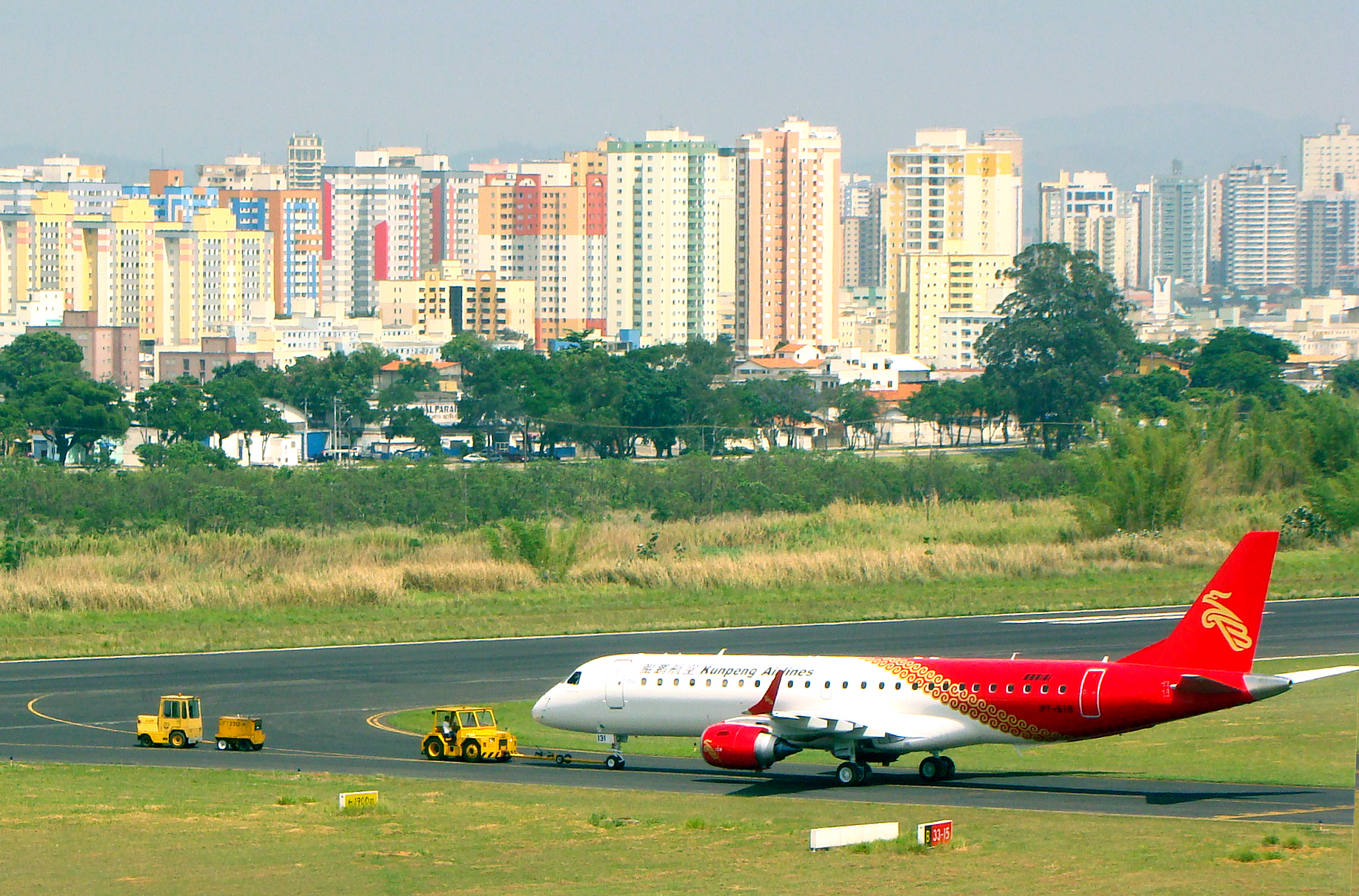
Avião no Aeroporto de São José dos Campos com a cidade ao fundo.

O aeroporto do município é o Aeroporto de São José dos Campos/Professor Urbano Ernesto Stumpf, utilizado para voos comerciais civis, para uso militar e pela Embraer, servindo para atender ao grande número de indústrias da região do Cone-Leste Paulista e aos turistas do Vale do Paraíba, da Serra da Mantiqueira, de Aparecida e ainda do litoral paulista. Contava, em 2012, com serviço de táxi, locadora de veículos e telefones públicos, com operações da Azul na época, para Porto Alegre, com escala em Curitiba e Brasília, com escala em Confins. A extinta TRIP atuava no aeroporto desde 2008, operando para o Rio de Janeiro e Varginha, com conexão para Belo Horizonte. Em maio daquele ano, a TRIP formou com a Azul a holding Azul TRIP S.A. Tramitava-se também em 2012, a construção de um novo aeroporto na cidade. Atualmente há rota apenas para o aeroporto Santos Dumont no Rio de Janeiro, operado pela Azul.

#### Ferroviário

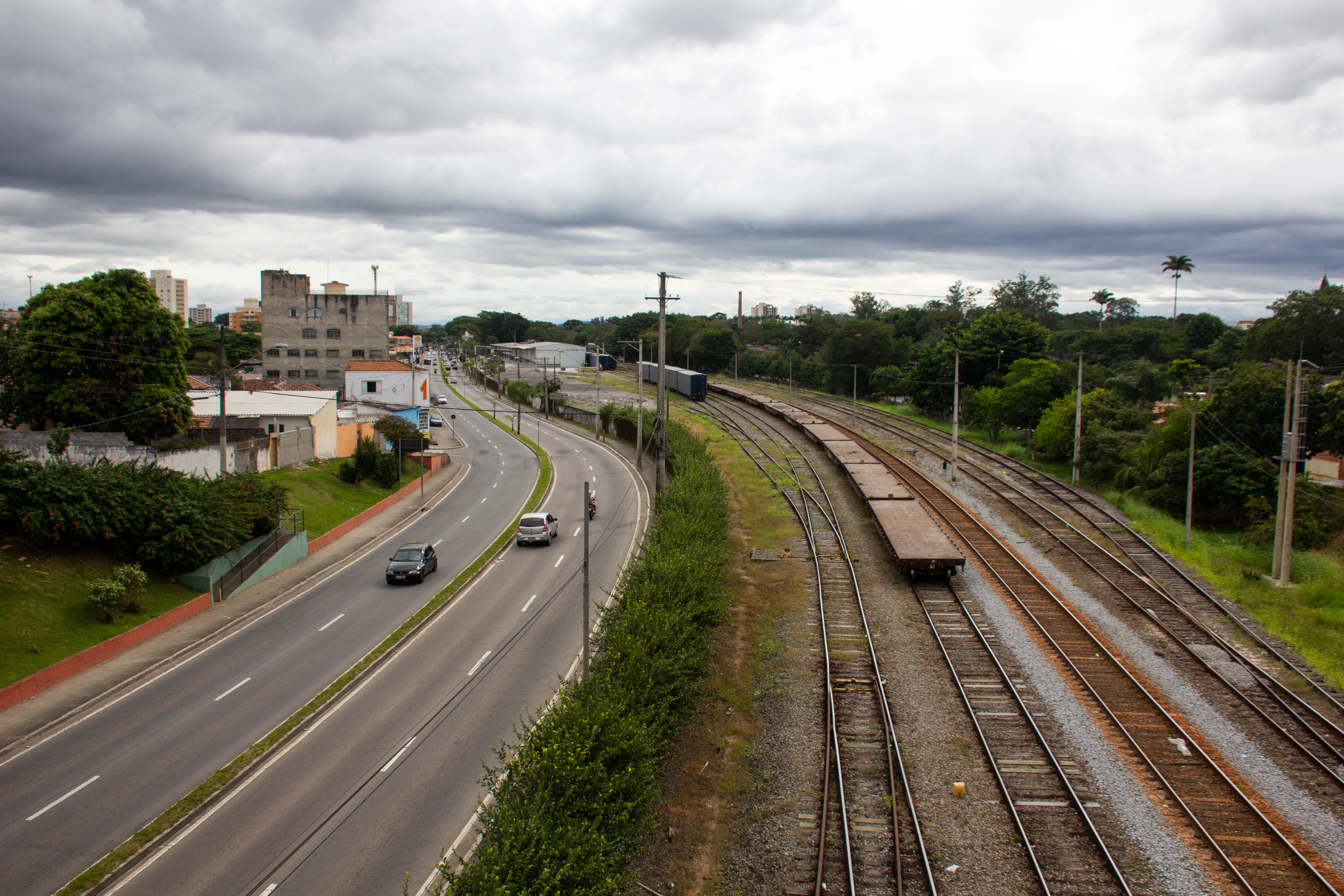
Estrada de Ferro Central do Brasil, próxima da Estação Ferroviária de São José dos Campos.

A primeira ferrovia a chegar a São José dos Campos foi a Estrada de Ferro do Norte, tendo a primeira estação ferroviária da cidade inaugurada em 1 de agosto de 1876 e fechada em 1925 para dar lugar à nova. Esta foi a principal do município, tendo sido inaugurada em 19 de setembro de 1925, fazendo parte do Ramal de São Paulo da Estrada de Ferro Central do Brasil. Contou com três administrações diferentes, dentre elas, a Rede Ferroviária Federal (RFFSA). A Estação Ferroviária de São José dos Campos era um importante ponto de parada intermediária do diurno Trem Santa Cruz, um luxuoso trem de passageiros de longo percurso que ligava São Paulo ao Rio de Janeiro, cuja cessão de embarques e desembarques de passageiros se deu na primeira metade da década de 1980. Após a privatização da malha ferroviária, foi abandonada em 2006 pela MRS Logística S.A. No ramal, hoje há apenas transporte de cargas. Além destas ainda existiram três estações: Estação Ferroviária do Limoeiro (fundada em 5 de outubro de 1894 e fechada em 1998); Estação de Eugênio de Mello (projetada por Eugênio Adriano Pereira da Cunha e Mello, inaugurada em 22 de março de 1894 e abandonada em 1996); e a Estação de Jaguari (criada em 1957 e demolida em 1996, após muitos anos fechada por conta da desativação dos trens de passageiros que ligavam São José dos Campos à Estação Eng. Manuel Feio, em Itaquaquecetuba). Os únicos projetos que envolveram transporte público ferroviário na cidade foram os do BRT/VLT de São José dos Campos, abandonados por falta de viabilidade.

#### Rodoviário

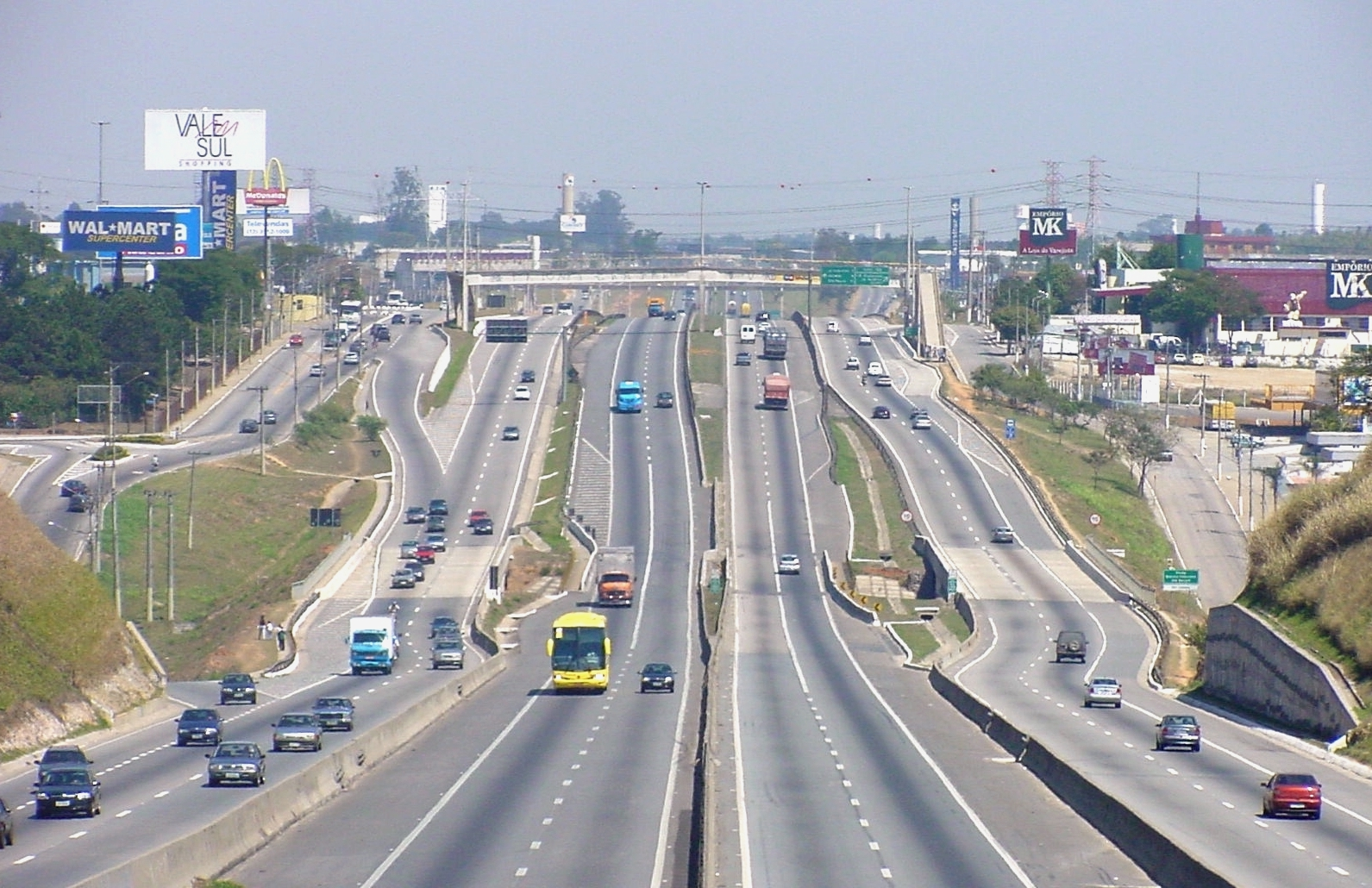
Via Dutra, no trecho correspondente à zona Sul.

Devido à geografia do município e do seu padrão de expansão urbana dividido por áreas de preservação ambiental, as rodovias Presidente Dutra e Tamoios, o Rio Paraiba do Sul e o Comando-Geral de Tecnologia Aeroespacial (CTA), se tornou necessário dispor de uma extensa malha de vias expressas para a integração das zonas e circulação de veículos pela cidade sem a utilização das vias intra-urbanas. Entre os projetos podem-se citar o Anel Viário, a Via Oeste (interligando a zona oeste à zona central) e a Via Norte (em construção, ligando o centro da cidade à zona norte). As seguintes rodovias passam pelo município: BR-116 (Rodovia Presidente Dutra); SP-50 (Rodovia Monteiro Lobato); SP-99 (Rodovia dos Tamoios); SP-70 (Rodovia Carvalho Pinto); SP-65 (Rodovia Dom Pedro I); SP-66 (Rodovia Geraldo Scavone); e SP-62 (Rodovia Prefeito Edmir Vianna Moura)

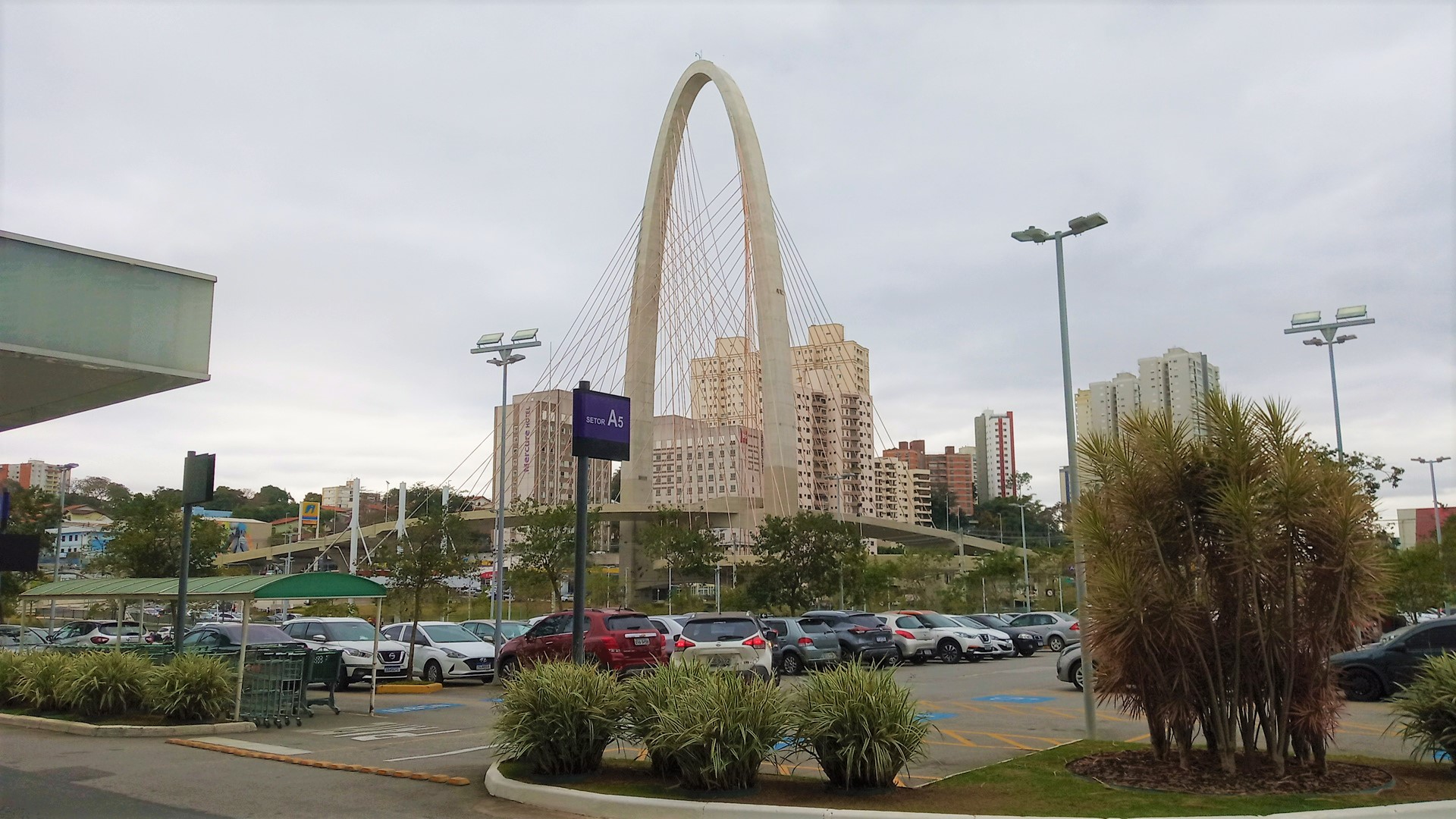
Ponte estaiada Arco da Inovação

No ano de 2020, foi inaugurado o Arco da Inovação, uma ponte estaiada em forma de arco com pistas cruzadas em 'x', localizada entre as avenidas Jorge Zarur e Cassiano Ricardo. A obra teve custo estimado de 45,8 milhões de reais, financiados pelo Banco Interamericano de Desenvolvimento e após inaugurada desafogou o tráfego e facilitou o fluxo de veículos que circulavam entre as zonas sul, oeste e central da cidade. O local onde a obra foi realizada era conhecido por ser o principal ponto de congestionamento da cidade, visto que grande parte das linhas de ônibus e veículos que seguiam em direção ao Centro de São José dos Campos acabavam se cruzando, gerando grande tráfego nas avenidas.
A frota municipal no ano de 2010 era de 319 026 veículos, sendo 224 301 automóveis, 6 207 caminhões, 1 049 caminhões trator, 18 821 caminhonetes, 10 134 caminhonetas, 1 632 micro-ônibus, 44 549 motocicletas, 4 501 motonetas, 1 398 ônibus, 136 tratores de rodas, 1 420 utilitários e 4 878 outros tipos de veículos. As avenidas duplicadas e pavimentadas e diversos semáforos facilitam o trânsito da cidade, mas o crescimento no número de veículos nos últimos dez anos está gerando um tráfego cada vez mais lento de carros, principalmente na Sede do município. Além disso, tem se tornado difícil encontrar vagas para estacionar no centro comercial da cidade, o que vem gerando alguns prejuízos ao comércio.
A cidade conta com dezenas de linhas de ônibus urbano e interurbano, ligando cidades, como Jacareí, Caçapava, Taubaté, Pindamonhangaba, Campos do Jordão, Aparecida, Guaratinguetá, Monteiro Lobato, Jambeiro, Paraibuna, São Sebastião, Ubatuba, Caraguatatuba, Igaratá, Guararema, Mogi das Cruzes, Santa Isabel, Arujá. Atualmente três empresas operam o sistema de ônibus urbano (Saens Peña, no lote 1; Joseense, no lote 2 e Expresso Maringá, no lote 3). A integração total das linhas foi implantada em 2011 e disponível através da utilização do cartão eletrônico.

## Cultura

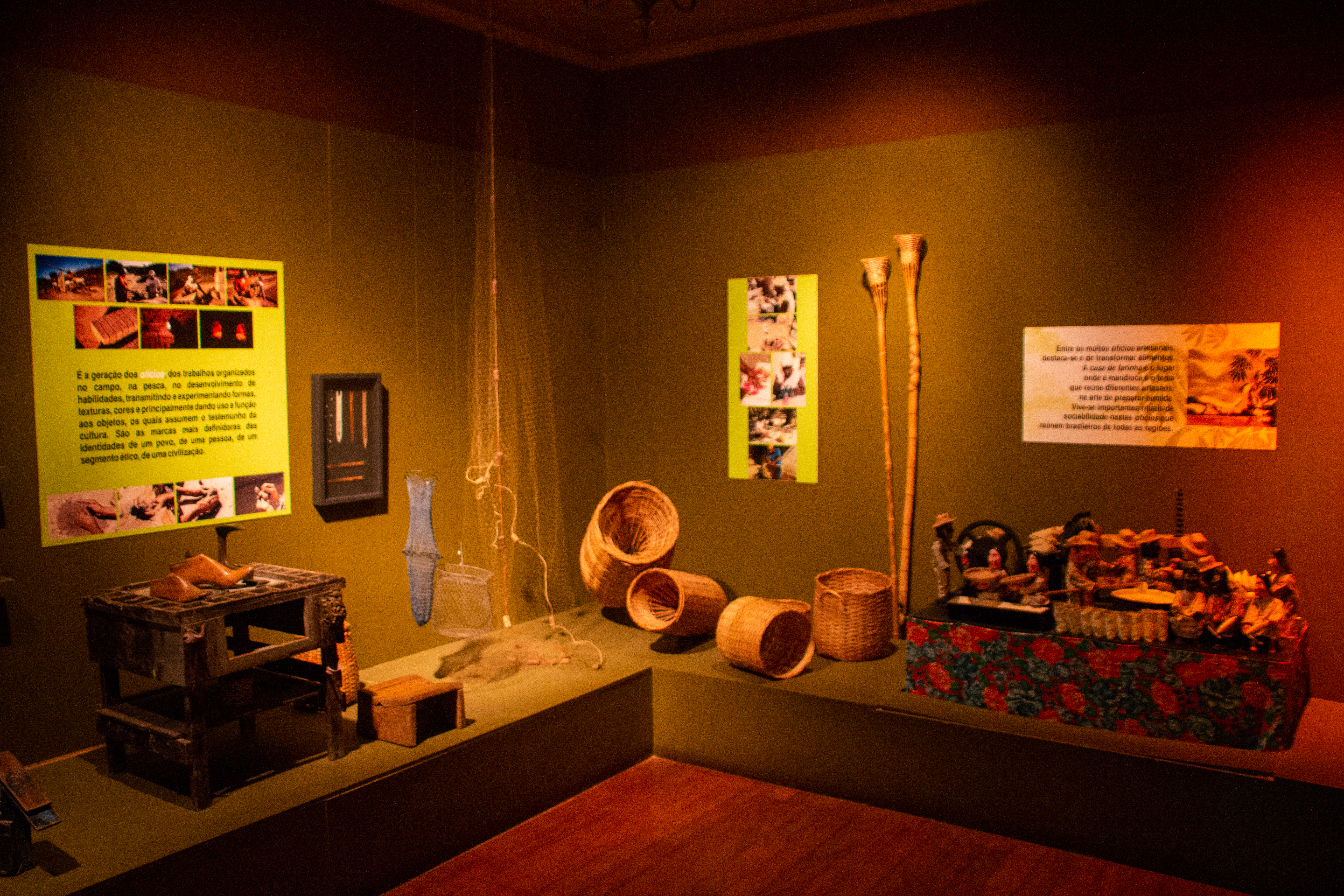
Museu do Folclore de São José dos Campos

A responsável pelo setor cultural de São José dos Campos é a Fundação Cultural Cassiano Ricardo (FCCR), que tem como objetivo planejar e executar a política cultural do município por meio da elaboração de programas, projetos e atividades que visem ao desenvolvimento cultural. Até 1985, a política cultural do município era gerida pelo Departamento Municipal de Cultura, porém em novembro daquele ano, devido à grande movimentação da sociedade em prol de uma instituição cultural com maior autonomia, foi aprovada a lei municipal nº 3.050, autorizando a criação da fundação, o que ocorreu oficialmente em março de 1986. A Secretaria de Esportes e Lazer também é responsável por outras áreas (mais específicas) da cultura joseense, tais como atividades de lazer e práticas desportivas.

### Artes cênicas

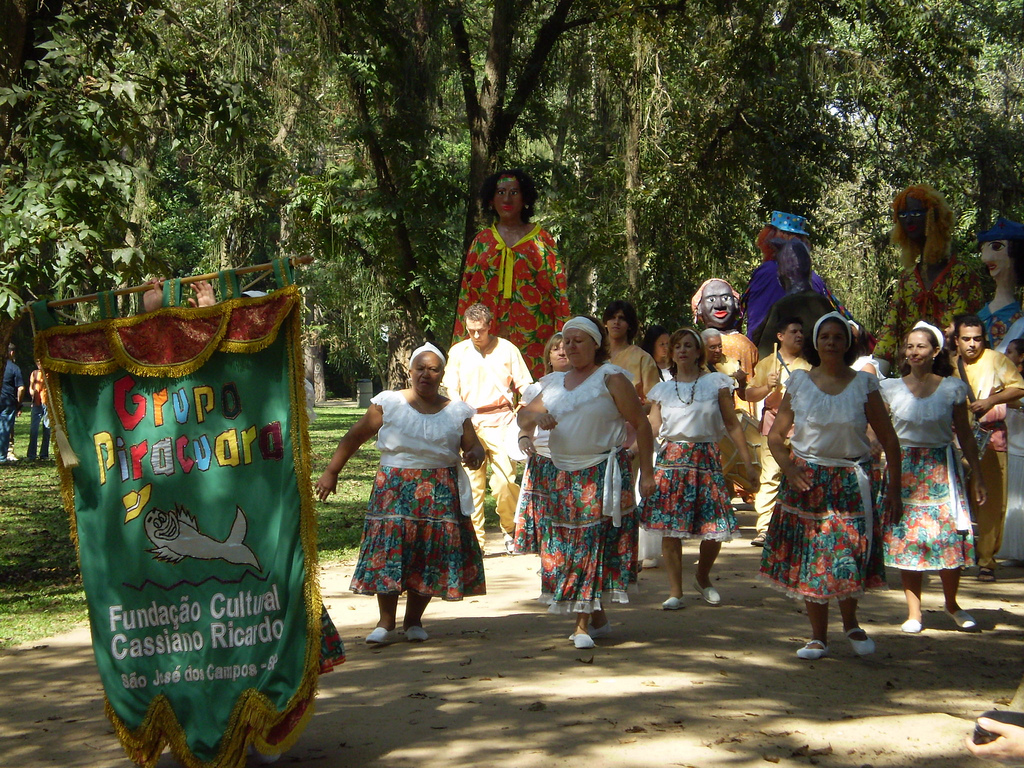
Apresentação do Bloco "Pirô Piraquara" do "Projeto Piraquara" sendo realizada pela Fundação Cultural Cassiano Ricardo (FCCR).

A cidade conta com vários espaços dedicados à realização de eventos culturais das áreas teatral e musical. O Teatro Municipal de São José dos Campos foi inaugurado em 1978, então como um cinema, sendo transformado em teatro em 31 de julho de 1989 e reinaugurado em 2001. Com capacidade para receber cerca de 500 pessoas, possui infraestrutura para eventos diversificados, como apresentações de dança, música, teatro e palestras. O Cine Santana foi criado no dia 12 de outubro de 1952 com uma capacidade de 800 espectadores, sendo inaugurado como cinema, porém com o surgimento das salas de cinema nos shoppings, além do crescimento da televisão e do início da comercialização de videocassetes, foi fechado no final da década de 1980. Em 1994 o prédio foi relocado pela Fundação Cultural e atualmente é usado como teatro para artes cênicas e dança. A FCCR criou ainda 12 "espaços culturais" espalhados em cada parte da cidade. Neles são realizados cursos e oficinas gratuitos à população, com atividades relacionadas ao artesanato, música, dança e culinária. Também destaca-se o Estúdio Nosso Som, projeto criado em 1999 onde pequenos músicos da cidade gravam seus CDs para demonstração, sendo que lá eles recebem a estrutura necessária.

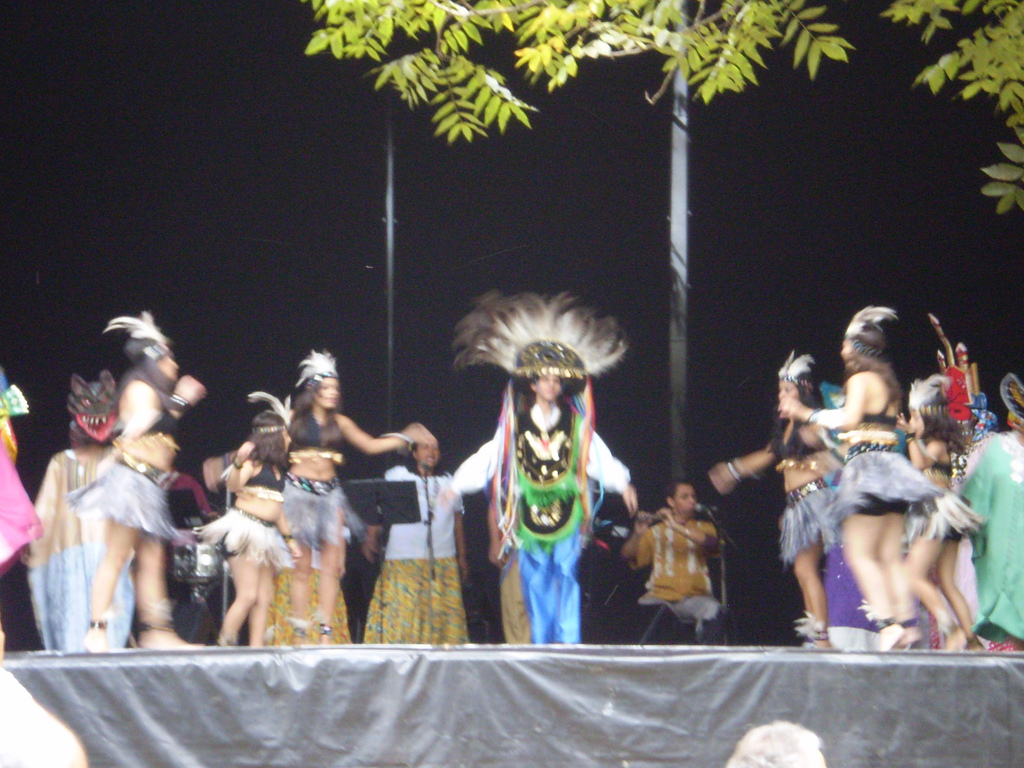
Peça folclórica de teatro infantil sendo realizada em praça de São José dos Campos.

A Fundação Cultural promove ainda diversos festivais e concursos, sendo que destacam-se em âmbito nacional o Festidança e o Festivale, ambos realizados anualmente. O primeiro citado ocorre sempre no mês de junho, promovendo apresentações concorrentes e convidadas nas modalidades de ballet clássico de repertório, ballet clássico de criação, dança contemporânea, jazz, dança de rua, dança de Salão, sapateado, danças folclóricas e étnicas e estilos livres, além de palestras, debates e a realização da Mostra Nacional de Dança. Já o Festivale é organizado em setembro, sendo o principal festival de teatro da região, onde são realizados espetáculos de rua e palco, teatros com bonecos e peças infanto-juvenis. Ainda há outros com destaque regional e por vezes estadual, tais como o Festival da Mantiqueira, com foco à área da leitura, o Festival de Bandas e Fanfarras, o projeto Teatro nos Parques e a Festa do Mineiro, onde há exposição de artesanato e comidas típicas de Minas Gerais.
No município também há outras instituições com foco ao desenvolvimento cultural joseense, que são patrocinadas pela Fundação Cultural Cassiano Ricardo. A Cia. Jovem de Dança cria núcleos de dança, seja amador ou profissional, compostos por jovens já iniciados na formação em dança, sendo que foi criada em 2005. O Coro Jovem também foi criado em 2005 e reúne jovens da cidade, porém é voltado para a área do canto. A Orquestra Sinfônica de São José dos Campos (OSJC) foi criada em 2002, sendo uma orquestra com cunho erúdito. Tanto o Coro Jovem quanto a orquestra foram extintos no fim de 2016 e início de 2017.

### Espaços culturais

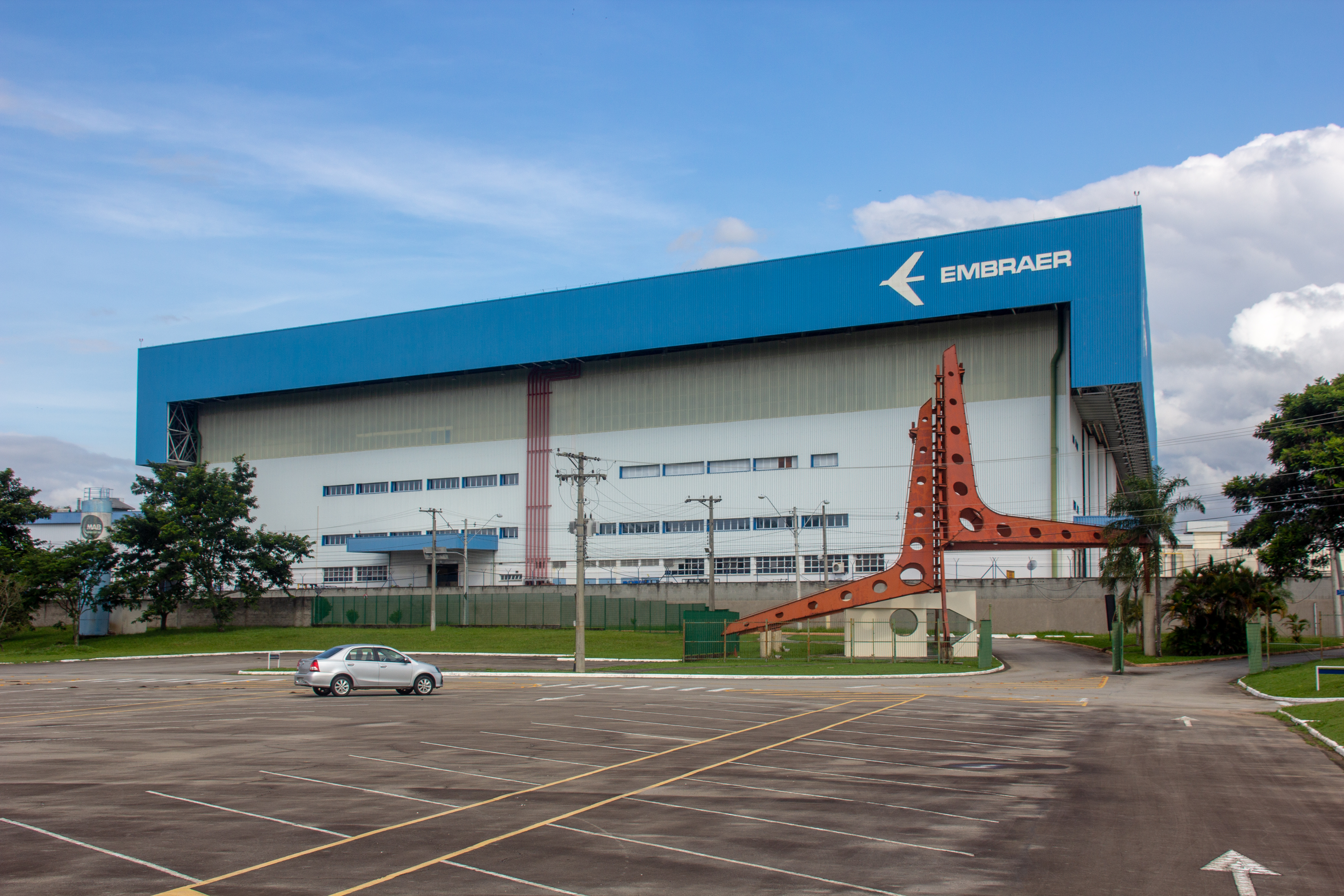
Memorial Aeroespacial Brasileiro

A Fundação Cultural Cassiano Ricardo é a responsável por reger os espaços públicos culturais de São José dos Campos, dentre eles os museus. O Museu de Arte Sacra foi inaugurado no dia 17 de dezembro de 2007 e possui um acervo religioso com mais de 50 peças, dentre imagens, objetos litúrgicos, oratórios, livros religiosos, bandeiras de procissão. O Museu do Folclore reúne acervos e exposições do folclore da região do Vale do Paraíba.
Outro museu da cidade é o Memorial Aeroespacial Brasileiro, que foi criado por parceria entre a Associação Brasileira de Cultura Aeroespacial e o Instituto Tecnológico de Aeronáutica (ITA). O local conta com aviões e foguetes em exposição na área externa. Próximo a um lago, um monumento foi erguido em homenagem aos pesquisadores mortos no acidente ocorrido no Centro de Lançamento de Alcântara, na maioria, funcionários do Comando-Geral de Tecnologia Aeroespacial (CTA). Há, ainda, um galpão que expõe a história da instalação do ITA. O lugar ainda é usado para que  empresas, tanto pequenas e médias quanto grandes, e instituições produtoras de tecnologia possam divulgar seus trabalhos, oferecendo também espaço para reuniões, convenções e eventos de ordem tecnológica.

### Esportes
|                                                           |  |                      |
| Estádio Martins Pereira em jogo do São José Esporte Clube |  | Estádio ADC Parahyba |

A cidade tem diversos clubes esportivos, dentre eles o Clube Luso-brasileiro, criado em 20 de abril de 1950, o Tênis Clube São José dos Campos (importante centro de basquete e de vôlei do interior paulista), a  Associação Esportiva São José (entidade desportiva de ponta em natação; oferece ainda cursos de golfe em seu clube de campo, o Santa Rita) e o Thermas do Vale (que conta com um dos maiores parques aquáticos da região, além de haver espaço para prática de vários outros esportes). O Tênis Clube e a A.E. São José sediaram o 35º Banana Bowl, da International Tennis Federation Juniors Circuit, em 2005 e 2006.
O principal estádio de futebol da cidade, o Estádio Martins Pereira, tem capacidade para receber 16 500 pessoas. O estádio está construído pela metade, uma vez que o anel superior, previsto no projeto original, nunca foi construído. O Martins Pereira é palco de jogos dos times profissionais da cidade, além de abrigar alguns torneios amadores, assim como eventos de grande público.
Além das instalações dos clubes privados, o município conta com diversos aparelhos públicos para a prática de esportes, estes são de uso aberto e/ou utilizados nos diversos programas mantidos pelo poder público. No final do ano de 2010 a Prefeitura anunciou a construção de um ginásio multiúso na Via Oeste, no entroncamento das Ruas Campos Elisios e Winston Churchill, no Jardim das Indústrias, cujo processo licitatório já ocorreu e a execução do projeto está em marcha, com previsão de conclusão para outubro de 2012. O ginásio está sendo chamado de Arena Municipal de Esportes de São José dos Campos e o projeto prevê capacidade para 4 400 pessoas.
As principais equipes da cidade são:
| Clube                              | Esporte           | Estádio / Ginásio                          | Fundação |
| ---------------------------------- | ----------------- | ------------------------------------------ | -------- |
| São José Esporte Clube             | Futebol           | Estádio Martins Pereira                    | 1933     |
| São José Basketball                | Basquete          | Ginásio Lineu de Moura (AESJ)              | 1948     |
| São José Vôlei/FADENP              | Vôlei             | Ginásio Tênis Clube                        | 2001     |
| São José Rugby Clube               | Rugby             | Campo Toca do Leão/Estádio Martins Pereira | 1987     |
| Clube Atlético Joseense            | Futebol           | Estádio Martins Pereira                    | 1998     |
| São José Futsal[carece de fontes?] | Futsal            | Ginásio Tênis Clube                        | 2007     |
| Futebol Clube Primeira Camisa      | Futebol           | Estádio ADC Parahyba                       | 2007     |
| São José Jets                      | Futebol americano | Centro Esportivo João do Pulo              | 2011     |

### Feriados
Em São José dos Campos há quatro feriados municipais, oito feriados nacionais e seis pontos facultativos. Os feriados municipais são o dia de São José, padroeiro da cidade (19 de março), a Sexta-Feira Santa, o dia de Corpus Christi, o aniversário da cidade (comemorado em 27 de julho) e o dia de Finados (2 de novembro). De acordo com a lei federal nº 9.093, aprovada em 12 de setembro de 1995, os municípios podem ter no máximo quatro feriados municipais de cunho religioso, já incluída a Sexta-Feira Santa.